# 奥斯曼帝国

鄂圖曼帝國领土动态图

鄂圖曼帝國是一个存在于1299年至1923年的帝国，其得名自開國君主奥斯曼一世，以伊斯兰教为国教，極盛時疆域同時橫跨歐亞非三洲，故文化上亦為東西薈萃。
鄂圖曼土耳其人源自于西突厥烏古斯人的游牧联盟，其自中亞遷至小亞細亞並日漸興盛。極盛時勢力達亞歐非三大洲，領有南歐、巴爾幹半島、西亞及北非之大部份領土，西達直布羅陀海峽，東抵裏海及波斯灣，北及今之奧地利和斯洛文尼亞，南及現今的蘇丹與葉門。自消滅東羅馬帝國（拜占庭）後，定都於君士坦丁堡。所以鄂圖曼帝國的君主苏丹以自封的形式，視自己為天下之主，繼承了東羅馬帝國的基督教文化及伊斯蘭文化，因而東西文明在其得以統合。
鄂圖曼帝國位處東西文明交匯處，並掌握東西文明的陸上交通线長達六个世紀之久，直至大英帝國在18世紀通過直布羅舵打通地中海航線為止。在其存在期间，不止一次實行伊斯蘭化与現代化改革，使得東西文明的界限日趨模糊。同時鄂圖曼帝國雖然是伊斯蘭教，但對西方文明影響舉足輕重，其建築師希南名留至今。16世紀，蘇萊曼大帝在位之時，日趨鼎盛，其領土在17世紀更達最高峰，控制今日中東歐不少國家。在巴巴羅薩的帶領下，其海軍更掌控地中海。由於鄂圖曼帝國在軍事上的成功與對歐洲人來說東方世界的異國魅力，18世紀時在全歐洲也掀起一陣崇尚鄂圖曼文化與時尚的風潮。
此時的鄂圖曼帝國是15世紀至19世紀唯一能等同崛起的歐洲基督教國家的伊斯蘭教勢力，但鄂圖曼帝國最终不能抵挡欧洲国家憑藉著強大工業力量的冲击，局勢於19世紀初趨於转变為列強附庸，开始成为英國、法國等国家的近代化进程的一环，但其卓越的戰略地理位置吸引英國、法國得以與鄂圖曼帝國合作抵擋俄羅斯帝國對外擴張，並在克里米亞戰爭中成功將其阻止。其後第一次世界大戰敗於協約國之手，鄂圖曼帝國因而分裂。之後凱末爾領導土耳其国民运动，成功推翻苏丹的统治并放弃部分奥斯曼土耳其帝国的疆域，建立主權獨立但面积较小、僅控制色雷斯及小亞細亞的土耳其共和國，鄂圖曼帝國至此滅亡。

## 國名及由來
鄂圖曼土耳其語的官方名稱為，拉丁化轉寫為，意为“奥斯曼的崇高国度”；现代土耳其語中稱為“奥斯曼帝国”或“奥斯曼国”。奥斯曼君主从1453年征服東羅馬帝國开始自称罗马皇帝，但后期逐渐少用。至少从19世纪中叶开始奥斯曼君主亦将其国家称为，即土耳其斯坦或突厥斯坦，如1856年的巴黎條約的土耳其語版本即出现该词。汉语译名方面，《明史》称之为“鲁迷国”，亦即阿拉伯语化的“罗马帝国”，这沿袭了唐宋以来称呼建都君士坦丁堡的政权为“Al-Rum”的传统；英語名稱為或，或简称；阿拉伯語名稱為「 」。
鄂圖曼帝國得名自其開國君主奥斯曼一世。當鄂圖曼勢力擴張到東歐時，日耳曼人將「عثمان」（othman）讹念為ottoman，後轉音為「鄂圖曼」。这使得清代譯名對應翻譯國名為「鄂圖曼」，中華民國成立後亦沿用（以拉丁語“ottomano”為翻譯標準）。目前中国大陆採用「奥斯曼」譯法，而臺港澳則採用「鄂圖曼」譯法。

## 历史

### 崛起
西突厥与唐朝战争战败后西迁。阿拉伯帝国统治西亚期间，为对抗十字军东征攻占耶路撒冷等内忧外患，以塞尔柱突厥人为雇佣兵。到11世纪下半叶，突厥部落以塞尔柱人为首迁居小亚细亚，建立罗姆苏丹国。13世纪30年代，乌古斯人卡耶部落首领埃尔图鲁尔获得封地瑟于特，瑟于特遂成为奥斯曼帝国的发祥地。埃尔图鲁尔之子奧斯曼一世蚕食拜占廷领土，并于1299年自称埃米尔，宣布独立，建立以其名命名的奥斯曼国家。
自羅姆蘇丹國于1300年左右滅亡後，位于黑海和地中海间的安那托利亞高原上，分裂出多個獨立國家，统稱為安纳托利亚侯国。在1300年，衰弱的拜占庭帝國失去了對安那托利亞地區的控制，該地區由埃尔图鲁尔加齐之子奧斯曼一世率領的侯國統治，掌領安那托利亞西部的埃斯基謝希爾。奧斯曼一世將其國境擴張至拜占庭帝國的邊境，並攻下後來的首都布爾薩，奧斯曼一世因而得到「喀喇」（Kara，強大）的稱號。奧斯曼一世被廣泛地認為是強而有力的領袖，即使在他逝世後，仍流傳著一句有數百年歷史的土耳其諺語：「他可能強如鄂圖曼」。中古土耳其故事「鄂圖曼之夢」亦顯揚了他的名聲，那是一個關於鄂圖曼在年輕時預見鄂圖曼帝國征服各國的神話。在他在位時，一個正式的鄂圖曼政府設立起來，其後這個政府在帝國時期經歷了劇烈的轉變。此外，政府設立法律實體，稱為米利特，各宗教派別及少數民族可在米利特底下享有一定程度的自治。
奧斯曼一世逝世後，鄂圖曼帝國的統治擴張至地中海東部及巴爾幹地區。1387年，威尼斯人治下的重鎮塞薩洛尼基被鄂圖曼帝國攻陷。1389年，鄂圖曼帝國在科索沃戰役的得勢導致塞爾維亞在巴爾幹半島的统治结束，去除了鄂圖曼帝國進軍歐洲的屏障。1396年的尼科波利斯戰役被視為中世紀最後一次大規模十字軍東征，但未能阻止鄂圖曼帝國繼續擴張。土耳其人在巴爾幹半島的領土持續擴張，而進攻君士坦丁堡是鄂圖曼帝國的關鍵目標。君士坦丁堡的周邊地區幾乎已全部落入鄂圖曼帝國手中。1402年，帖木兒入侵安那托利亞，蘇丹巴耶塞特一世在安哥拉之戰兵敗被擒，使东罗马帝國得以苟延殘息。1402年後，鄂圖曼帝國對其佔據的部分巴爾幹地區暫時失去控制，在1430至1450年代間穆拉德二世在位時恢復對該地區的控制。
巴耶塞特一世的被俘使土耳其人方寸大亂，巴耶塞特一世的兒子們為了爭奪帝位，在1402年至1413年爆發內戰。穆罕默德一世繼位為蘇丹，結束了争位战争，標誌著大空位期的結束。穆罕默德一世的孫兒穆罕默德二世重組國家及軍事結構，並在1453年5月29日攻陷君士坦丁堡，當時的穆罕默德二世年僅21歲。君士坦丁堡成為鄂圖曼帝國的新首都，並開始使用羅馬皇帝的名號，但希臘及西歐都不承認穆罕默德二世負有這名號，而俄國沙皇也聲稱是拜占庭帝國的後繼者。為了鞏固其名號，穆罕默德二世希望可以奪取羅馬。1480年，鄂圖曼帝國佔領奧特朗托及普利亞，並深入義大利半島，但穆罕默德二世在1481年5月3日逝世，中止了鄂圖曼帝國的遠征。

### 扩张
鄂圖曼帝國在1453年至1683年間的歷史大致可分為兩個時期：1566年前的領土、經濟及文化擴張時期及其後的軍事及政治相對緩和的時期。

#### 擴張及極盛

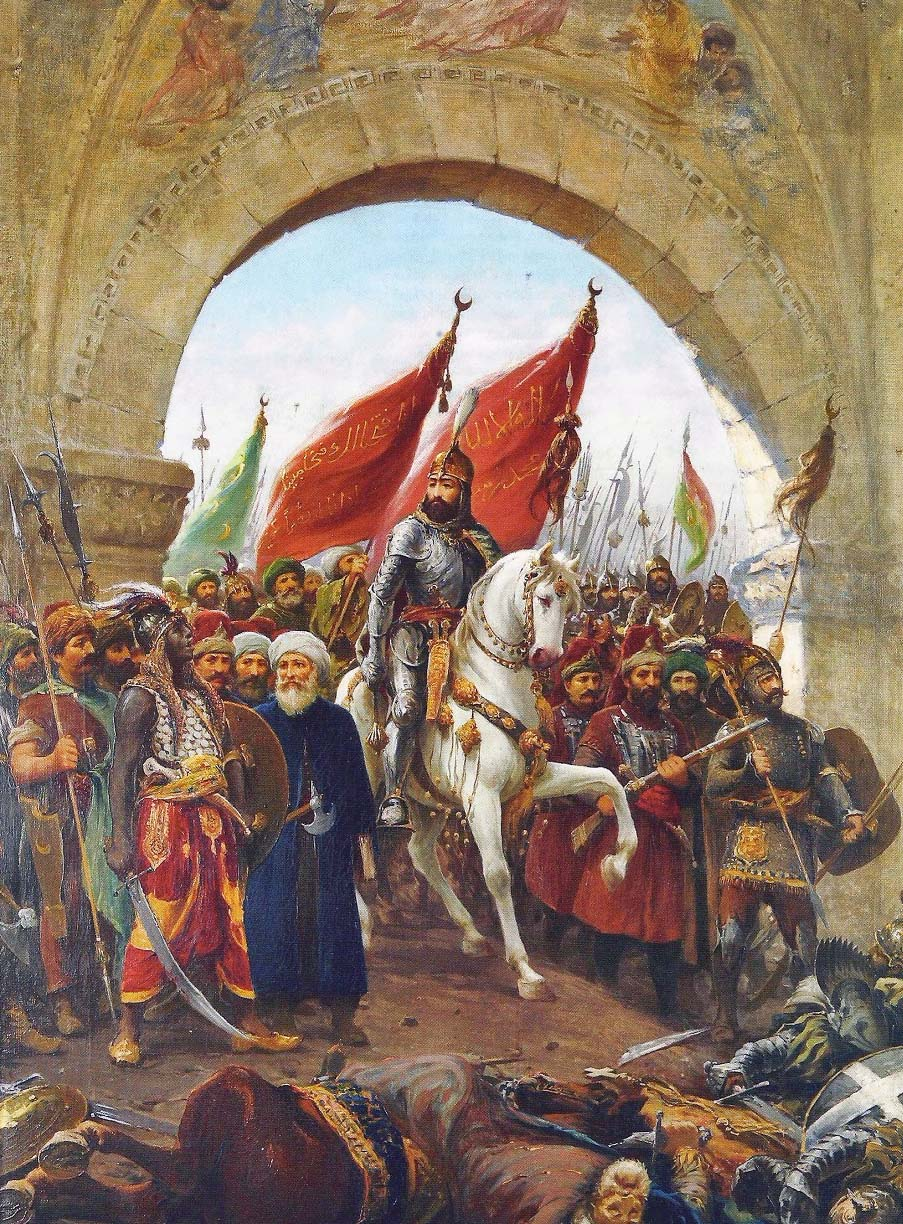
穆罕默德二世及其軍隊進入君士坦丁堡

鄂圖曼帝國在1453年征服了君士坦丁堡，穩固了帝國作為歐洲東南部及地中海東部地區霸主的地位，接下來帝國進入了漫長的征服擴張期，將疆域擴至歐洲及北非。鄂圖曼帝國的陸上擴張主要倚靠其軍事革新及軍紀，而其海軍亦對其征服活動起了重要的作用，在意大利城邦及葡萄牙人手裡爭奪及保障了黑海、愛琴海、地中海、紅海及印度洋的遠航路線。由於鄂圖曼帝國握有歐亞之間主要的陸路貿易路線，帝國的經濟因而蓬勃發展。鄂圖曼帝國對西歐及亞洲間貿易的壟斷經常被引證為西班牙女王支持克里斯托弗·哥倫布西航尋找亞洲海路的主要原因。1492年前已有人推測地球是圓的，然而哥倫布卻是第一位發現了可縮短需經鄂圖曼帝國往亞洲貿易的危險路線的方法。
鄂圖曼帝國在一些賢能蘇丹的統治下繁榮興盛。塞利姆一世在位時致力於向東及向南擴張，於1514年查爾迪蘭戰役擊敗了伊斯邁爾一世治下的薩非王朝。1517年，鄂圖曼帝國消灭埃及馬木留克王朝，其海軍勢力亦擴至紅海。此後，鄂圖曼帝國及葡萄牙帝國成為了地區最具支配地位的勢力。

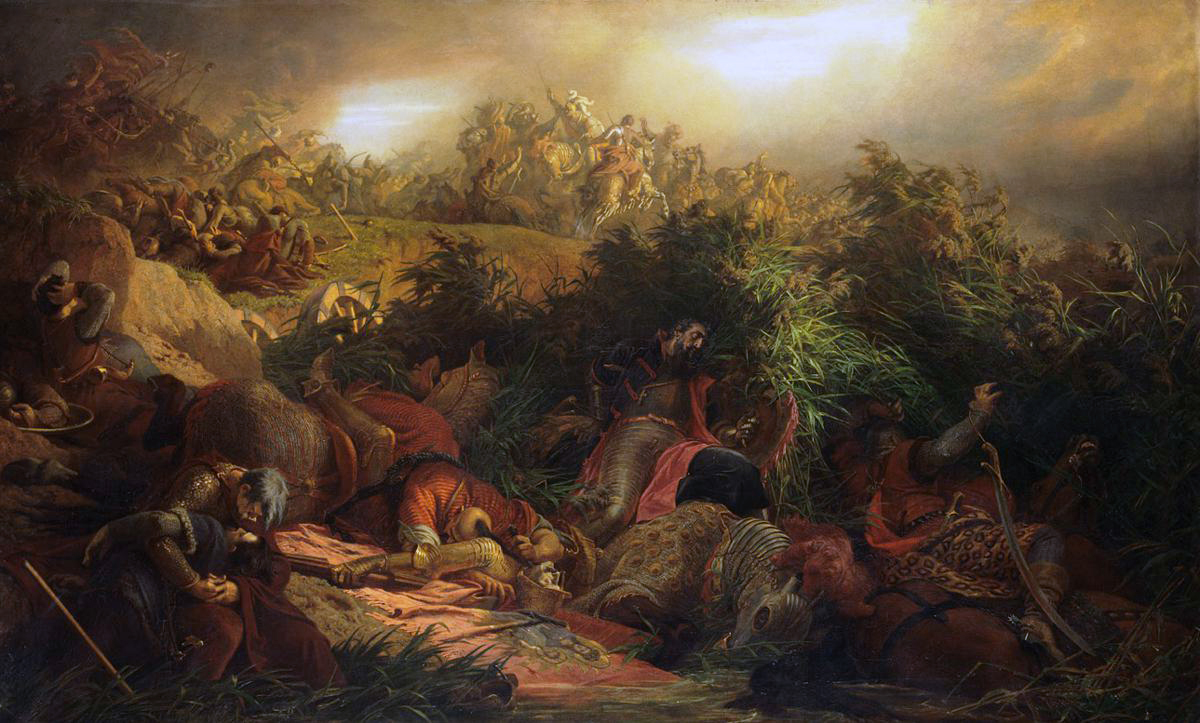
1526年的第一次摩哈赤戰役

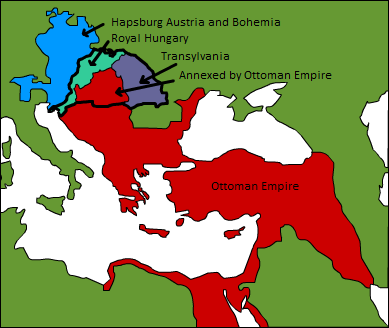
1526年後匈牙利領土的瓜分
皇家匈牙利
特兰西瓦尼亚
奥斯曼帝国
哈布斯堡奧地利

繼後的蘇萊曼一世並沒有停止征服步伐。1521年，鄂圖曼帝國攻陷貝爾格萊德，其後征服了匈牙利王國，並在現今匈牙利及中歐的所在地建立鄂圖曼帝國屬匈牙利（Ottoman Hungary）。1526年，土耳其人在第一次摩哈赤戰役得勝，並於1529年發動維也納之圍，但由於冬季的來臨而被迫撤退。1532年，鄂圖曼帝國舉兵逾25萬再次進攻維也納，但在維也納以南的克塞格被擊退。
1543年，鄂圖曼帝國繼續進逼，哈布斯堡王朝的統治者斐迪南一世在1547年正式承認鄂圖曼帝國對匈牙利的宗主權。在蘇萊曼一世治下，特蘭西瓦尼亞、瓦拉幾亞及反覆無常的摩爾多瓦都成為帝國的附屬國，須向帝國納貢。在東面，鄂圖曼帝國在波斯人手裡奪取巴格達，得以掌控美索不達米亞及波斯灣，開啟了300多年的鄂圖曼-波斯戰爭。在蘇萊曼一世統治時期的末段，帝國的總人口多達1,500萬人。

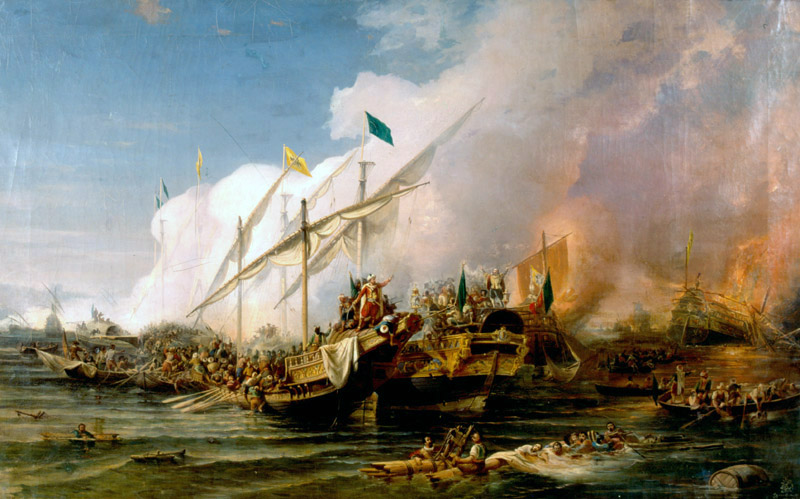
1538年，巴巴羅薩·海雷丁於普雷韋扎戰役擊敗查理五世的神聖聯盟

在塞利姆一世及蘇萊曼一世時期，帝國擁有強大的海軍力量，能控制地中海大部分地區。帝國海軍司令巴巴羅薩·海雷丁在蘇萊曼一世時期帶領鄂圖曼帝國海軍多次擊敗基督教國家的海軍，包括征服了西班牙的突尼斯及阿爾及利亞。鄂圖曼海軍協助穆斯林及猶太人在西班牙宗教裁判所時期逃離西班牙，並護送他們抵達鄂圖曼帝國（特別是塞薩洛尼基、賽普勒斯及君士坦丁堡）。1543年，鄂圖曼海軍佔領神聖羅馬帝國的尼斯，這是由法國國王弗朗索瓦一世促成的。法國及鄂圖曼帝國因與哈布斯堡王朝於中歐及南歐的敵對而聯合起來，成為當時的強大聯盟，這是一個軍事及經濟聯盟，鄂圖曼帝國允許法國可在帝國內貿易而免收徵稅。事實上，當時的鄂圖曼帝國是歐洲相當重要及受接納的政體，帝國與法國、英格蘭王國及荷蘭共和國締結軍事同盟，對抗西班牙哈布斯堡王朝、意大利及奧地利大公國。
隨著16世紀的發展，鄂圖曼帝國的海軍力量受到冒起的西歐勢力挑戰，特別是在波斯灣、印度洋及摩鹿加群島一帶受到葡萄牙威脅。由於鄂圖曼帝國封鎖了向南及向東的海路，歐洲各國只得另覓路徑。在陸上，鄂圖曼帝國被奧地利的戰爭及波斯這兩條戰線困擾，維持戰爭所需的資源、後勤補給及通訊因距離過遠而變得困難，使海軍無法維持。

#### 叛變及中興
蘇萊曼一世逝世後，鄂圖曼帝國的領土擴張逐漸放緩。西歐海事力量的增長、發展由歐洲前往亞洲的海路及新大陸破壞了帝國的經濟發展。以往有效的軍事及官僚體制因蘇丹的管治失當而變異。雖然帝國面對著這些困難，它仍然是歐洲的主要擴張勢力，直至1683年的維也納之戰，維也納之戰標誌著鄂圖曼帝國終止向歐洲繼續擴張。
歐洲各國開始著手應付鄂圖曼帝國對陸路貿易通道的控制。西歐國家繞過帝國的貿易壟斷，建立她們通往亞洲的海路。從新大陸大量湧入的白銀導致鄂圖曼貨幣的貶值及通膨，這對鄂圖曼社會的各階層有嚴重的負面影響。塞利姆二世時期的大維齊爾索庫魯·穆罕默德帕夏開始進行蘇伊士及伏爾加航道的開發，以挽救經濟，但這些計劃在後來被取消。
1571年後，鄂圖曼帝國支持的克里米亞可汗德夫莱特·格莱計劃征服俄國。翌年，克里米亞軍在摩洛迪戰役被擊敗。當時的克里米亞汗國無疑是東歐的一個強大勢力，直至17世紀末。

勒班陀戰役

在南歐，腓力二世領導的天主教聯盟在地中海挑戰鄂圖曼的海軍，他們在勒班陀戰役擊敗鄂圖曼艦隊，對於鄂圖曼海軍不敗的姿態造成打擊。現今的史學家認為，勒班陀戰役的象徵意義重於軍事。在鄂圖曼海軍戰敗後的6個月內，一支約250艘戰船、其中八艘配備現代三桅帆裝軍備的新艦隊建成。在君士坦丁堡的碼頭，造船高峰時每天都有船艦落成。鄂圖曼帝國大維齊爾在與威尼斯的部長討論時說：「在我們奪取塞浦路斯時，我們除去了你們的一支軍隊，而你們擊敗了我們的艦隊也只不過是刨掉了麵包的一層皮。」鄂圖曼海軍驚人的恢復能力使威尼斯於1573年簽訂和約，帝國得以在北非擴張及鞏固其地位。

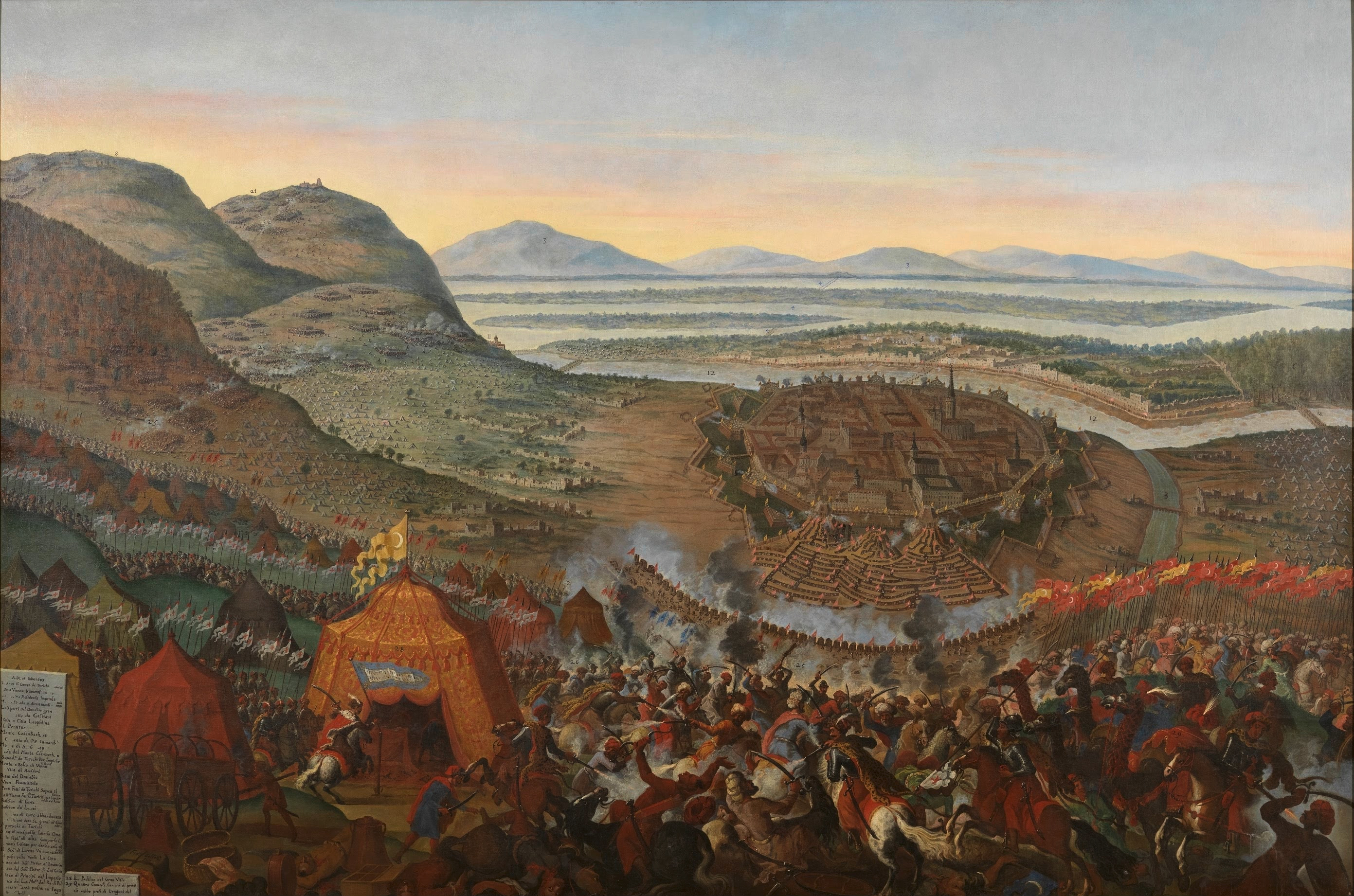
1683的維也納之戰

哈布斯堡王朝的邊界則沒有太大的變動，只有多次爭奪個別要塞的小型戰役。這是由於歐洲發展了星形要塞，這是奧地利在邊界建造的一種低堡要塞，這種要塞須經長期圍攻方可攻破。鄂圖曼帝國對這種堡壘毫無辦法，帝國以往所使用的大炮都變得無效。這亦反映出其地理限制，在初春至晚秋的戰爭季節裡，鄂圖曼帝國軍從君士坦丁堡進軍，維也納是帝國軍的最遠點。此外，帝國亦須在前線部署軍力，一方面須防範奧地利人，另一方面又要對抗什葉派穆斯林的薩非王朝。
在戰場上，鄂圖曼帝國逐漸被歐洲的軍事技術趕過，宗教及知識份子保守派的壯大扼殺了帝國的軍事革新。歐洲軍事革命對戰略及軍備的改變使以往令人聞風喪膽的西帕希騎兵的威脅減弱。在對抗哈布斯堡王朝的冗長戰爭裡，帝國需要大量配備火器的步兵，於是放寬募兵政策，使土耳其新軍的數量大為提高，但卻引起了軍紀、兵士素質等問題，政府甚至需要應付軍士嘩變。歐洲提倡火槍而發展的長矛與火槍及綫列戰術對鄂圖曼帝國軍造成致命打擊。帝國軍招募了一些非正規的狙擊手應付戰爭，一些狙擊手于復員後在傑拉里叛亂裡淪為土匪，傑拉里叛亂讓安那托利亞在16世紀末及17世紀初陷入無政府狀態。至1600年，鄂圖曼帝國的人口達到3,000萬，對土地短缺的訴求亦對政府構成壓力。
不過，17世紀並非單純是鄂圖曼帝國的滯止及衰退期，這亦是帝國及其體制開始適應內外新的壓力及事物的時期。
原本在帝国的早期，一位苏丹驾崩之后、其继任者继位之前往往有一段空位时期，这是因为当时帝国的皇位继承制度像史学家描述的那样，是“适者生存，而不是长子继承”：当一位苏丹驾崩后，他的儿子们不得不为了皇位兄弟相残，最终胜利者方能继任苏丹，并可任意处决兄弟。因为儿子们的内讧和兄弟相残的发生，苏丹驾崩和其继任者继位经常不在同一天。1603年穆罕默德三世驾崩后，只有两个儿子13岁的艾哈迈德一世和12岁的穆斯塔法。如仍按先例处决穆斯塔法，则一旦艾哈迈德无后而亡皇室就将绝嗣，加上艾哈迈德对弟弟的喜爱，穆斯塔法仅被囚禁而免于一死，新苏丹杀光兄弟的先例被打破。
蘇丹女權時期（1648年－1656年）是帝國後宮對政治有很大影響力的一個時期，由太后代表兒子行使權力，這並非前所未有，许蕾姆苏丹在1530年代初繼承艾謝·哈芙莎蘇丹成為蘇丹皇太后，她被威尼斯駐君士坦丁堡大使安德里亞·傑里迪形容為「極度善良、有膽識及聰慧的女人」。由於易卜拉欣一世無力管治國家，以及年幼的穆罕默德四世於1646年登位，政務就交帝國後宮治理，這時期最著名的女性是柯塞姆蘇丹及其儿媳婦杜亨·哈提婕。在柯塞姆蘇丹廢黜穆罕默德四世的計畫洩漏後，哈提婕的支持者在1651年將柯塞姆蘇丹殺害。
接下來帝國進入科普魯律時期（1656年－1703年），在這段時期，帝國由科普魯律家族的成員出任大維齊爾。1656年9月15日，時年八十歲的科普魯律·穆罕默德帕夏得到杜亨·哈提婕保證帝國後宮不會干預他處理政務。科普魯律·穆罕默德帕夏是一位激進的保守執法者，他恢復了中央權力及帝國的軍力，其子及繼承人科普魯律·法齊爾·艾哈邁德（Köprülü Fazıl Ahmed）奉行其父的路線。科普魯律家族重振軍威的成果可見於重奪特蘭西瓦尼亞、1669年征服克里特及1676年擴張至烏克蘭南部，佔領霍京、卡緬涅茨-波多利斯基及波多利亚地區。
1683年5月，剛得到重振的軍事力量再遭到毀滅，卡拉·穆斯塔法帕夏舉兵再次進攻維也納，鄂圖曼帝國軍被波蘭國王約翰三世領導的哈布斯堡王朝、德國及波蘭聯軍擊敗。
《卡尔洛夫齐条约》的簽訂終止了大土耳其戰爭，使鄂圖曼帝國軍須首次割讓其控制的歐洲領土，包括鄂圖曼帝國匈牙利。自此，帝國無力再對歐洲奉行擴張政策，在歐洲戰線上只得採取防守。
在這時期，只有兩位蘇丹可對帝國實施有效的政治及軍事管治。穆拉德四世重奪埃里溫及巴格達，中央權力再次得到重視。穆斯塔法二世在1695年至1696年反攻哈布斯堡王朝的匈牙利，但在桑達大敗。

### 滯止及改革
在滯止期，帝國的許多巴爾幹領地落入哈布斯堡帝國手中，而名義上歸鄂圖曼帝國的管治的埃及、阿爾及利亞實際上已獨立，後來受到英國及法國的控制。在18世紀，中央政府給予地方統治者及領導不同程度的地區自治。在17世紀至19世紀間，俄國與鄂圖曼帝國爆發了一系列的戰爭。
歷史學家認為鄂圖曼帝國長期的滯止是改革失敗的時代。鄂圖曼帝國在這時期進行過科學及教育改革，包括建立高等教育機構，如伊斯坦堡科技大學。鄂圖曼帝國的科學及技術處於中世紀時代，這是鄂圖曼學者將伊斯蘭的哲學及數學、中國的火藥及磁鐵羅盤知識綜合得來。在這時期，科學的影響力大不如前，一些作家的同業工會抨擊印刷機為「魔鬼的發明」。西方的活字印刷術在1450年由約翰內斯·古騰堡發明，1493年由逃避西班牙宗教裁判的塞法迪猶太人引入鄂圖曼，但在16、17世紀的鄂圖曼只得到有限的發展，由官方主導的印刷所只印製了少量的書籍且多次遭到關閉，印刷業的失敗從側面顯示了鄂圖曼面對歐洲近代國家挑戰時的日漸力不從心。
鬱金香時期是以蘇丹艾哈邁德三世喜愛的花卉而命名，鬱金香亦可象徵其任內的和平統治。帝國對歐洲的政策在這時改變，在1712年鄂圖曼帝國在第三次俄土戰爭裡取得勝利及簽訂《帕薩羅維茨條約》後，在1718至1730年間，地區都處於和平狀態。帝國在巴爾幹的邊疆城鎮加強防禦工事，以防範歐洲的擴張。一些初步的改革開始實施，如降低稅率，以嘗試改善帝國的形象，國內開始出現私人投資及企業家。
鄂圖曼帝國軍事改革在塞利姆三世在任時開始，他是第一位嘗試沿用歐洲路線將軍事現代化的蘇丹，然而這些改革卻被反動分子妨礙，阻力來自宗教領袖及土耳其新軍，當時的土耳其新軍已失去控制及效用，他們對貧窮的不滿及反對變動觸發了叛變。塞利姆三世的改革終招致殺身之禍，其繼承者馬哈茂德二世在1826年對土耳其新軍進行了改革，壓制了叛變。

### 衰落及現代化
奥斯曼帝国的衰落被歷史學家認為是帝國現代化的時期。帝國在前線失去不少領土，中央政府的衰弱導致管治不穩，帝國在坦志麥特時期試圖對帝國進行改革及重組。在坦志麥特時期，帝國須應對外國的入侵，帝國獨力難支，於是開始與歐洲國家結盟，如法國、荷蘭、英國等。在克里米亞戰爭，奥斯曼帝国聯合英國、法國等國抵抗俄國。

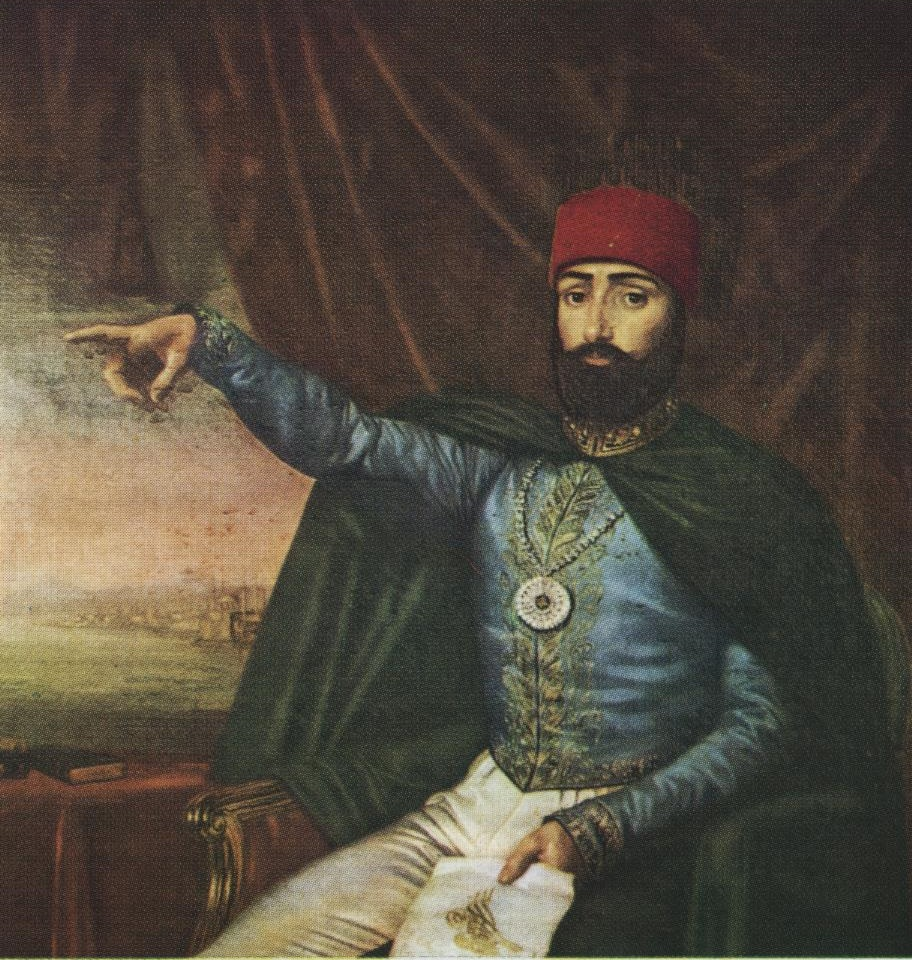
1839年，馬哈茂德二世頒佈坦志麥特法令，開始將土耳其現代化，直接帶來的影響涉及歐式服裝、武器、農業及工業改革、建築、教育、法律、典章制度及土地改革

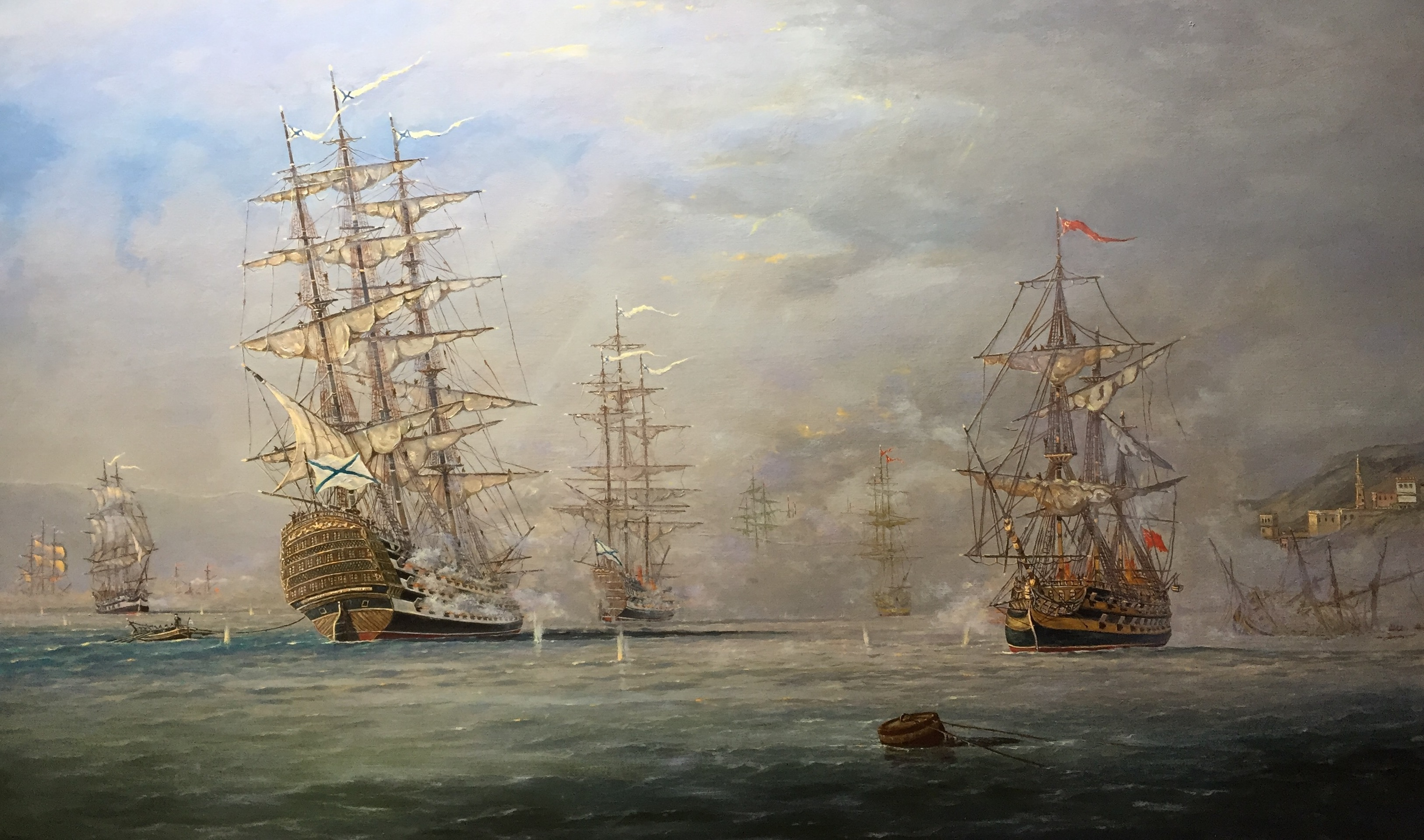
1853年的最後一次帆船之戰。弗拉基米爾·科索夫（Vladimir Kosov）畫作中的錫諾普戰役

坦志麥特時期一系列的憲政改革包括建立現代化軍隊、改革銀行系統，以現代工廠取代同業公會。1856年，哈特-艾·于馬雲法令保證所有鄂圖曼帝國的公民，不論種族及信仰，都享有平等的地位，把1839年哈特-艾·沙里夫法令的內容進一步擴充。基督教米利特享有特權，如1863年的亞美尼亞國民憲法（Armenian National Constitution）是底萬批准的法規，包括150條條文，由亞美尼亞知識份子及新成立的亞美尼亞國民議會草擬。一部稱為坎寧-厄·埃沙西（鄂圖曼土耳其語解作「基本法」）的憲法使改革時期達到頂峰，該憲法由新奥斯曼人的成員編寫，於1876年11月23日發佈，為國民建立了自由及平等的概念。
一次立憲時期為期甚短，但其意念（鄂圖曼化）對改革派新奥斯曼人具有影響，新鄂圖曼人在西方大學接受過教育，他們相信君主立憲制能解決帝國社會不穩的問題。1876年的一次軍事政變廢黜了蘇丹阿布杜勒阿齊茲，穆拉德五世繼位，因精神問題，穆拉德五世在上任短短數個月內再遭廢黜。1876年12月23日，一如人們所期待，繼位的阿卜杜勒-哈米德二世宣佈實行君主立憲制，然而，憲政下的議會運行了僅僅兩年就被蘇丹封禁，但沒有被廢除，其後礙於壓力下，議會再度召開，坎寧-厄·埃沙西的有效性被降至最低。

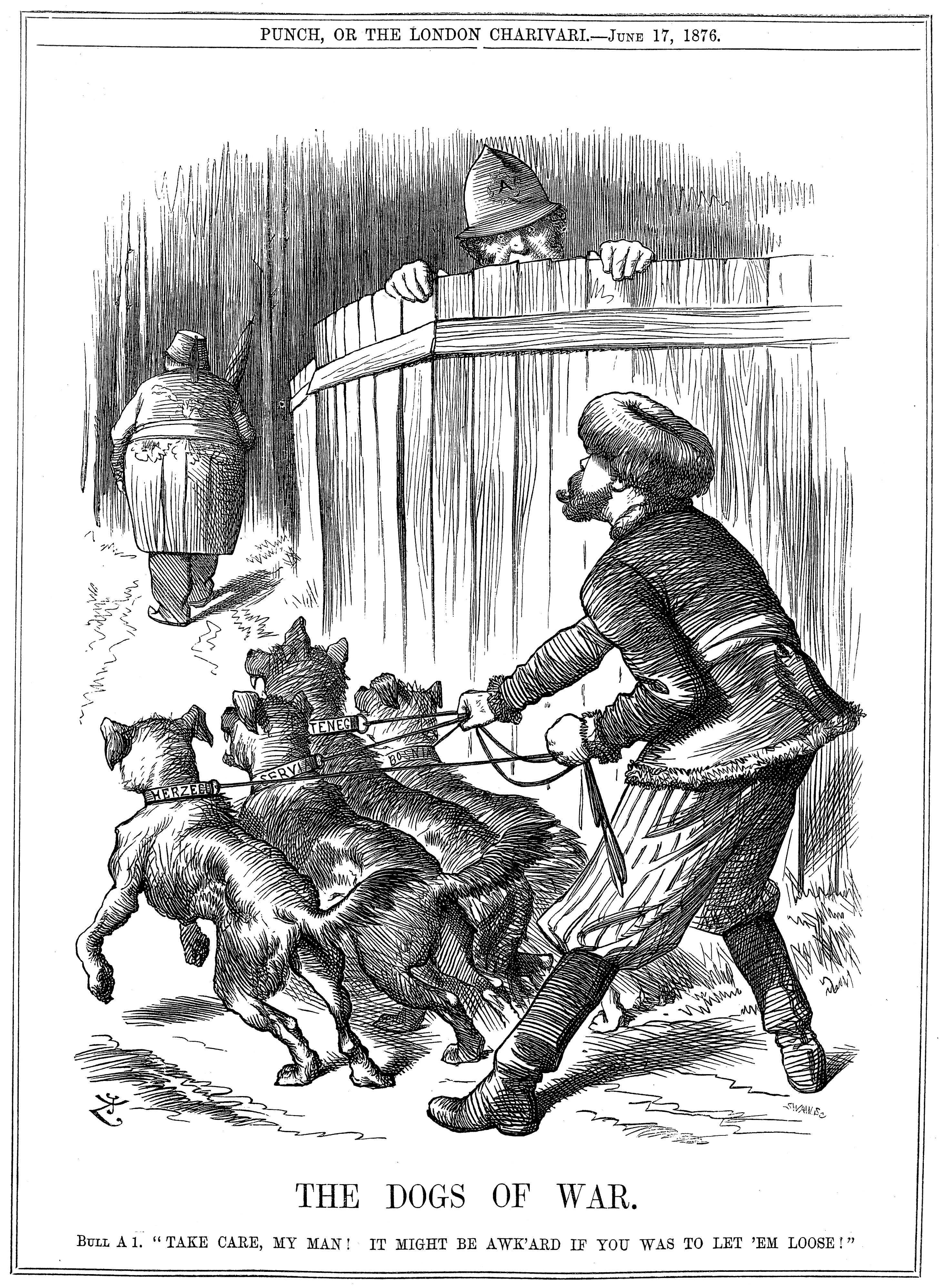
1876年《笨拙》雜誌的漫畫，顯示俄羅斯帝國慫恿巴爾幹攻擊鄂圖曼帝國，而警察約翰牛（英國）則警告俄國要小心行事。一年後，得到俄羅斯支持的塞爾維亞及黑山向奥斯曼帝國宣戰

在19世紀，民族主義的興起橫掃許多國家，奥斯曼帝國亦不能倖免。民族意識與公民民族主義意識的增長令西方的國家主義思想引入鄂圖曼帝國，帝國疲于應付國內外愈发高涨的民族主義，并滋生了不少革命政黨。民族主義興起對19世紀的帝國影響深遠，還影響著20世紀初帝國的國策。許多鄂圖曼土耳其人質疑當時的國家政策，一些人認為種族衝突源自外部，與行政無關。帝國在那時沒有取得太大的成就，她應付民族主義的能力也備受質疑。1829年，希臘在希臘獨立戰爭後宣佈獨立。改革未能抑制多瑙河大公國及塞爾維亞的民族主義興起，兩地已處於半獨立狀態。1875年，塞爾維亞、黑山、瓦拉幾亞及摩爾多瓦宣佈脫離帝國獨立。1877年至1878年的俄土戰爭正式確立了塞爾維亞、羅馬尼亞、黑山及保加利亞的獨立。波士尼亞被奧地利帝國佔據，巴爾幹其他地區仍舊置於奥斯曼帝国的控制。在這反殖民化的浪潮裡，塞爾維亞裔猶太人居達·阿勒卡萊（Judah Alkalai）鼓吹在巴勒斯坦建立猶太人的國度。土耳其人在俄土戰爭失敗，奥斯曼帝国以賽普勒斯換取英國在柏林會議的支持。在1798年被拿破崙一世佔領的埃及在1801年由奥斯曼及英國聯軍奪還，1882年，英軍以整頓治安為藉口佔據埃及，在法律上，埃及和蘇丹仍是奥斯曼帝国的省份，直到1914年。在第一次世界大戰，奥斯曼帝國加入同盟國，英國隨即吞併埃及和蘇丹。在1830年至1912年間，奥斯曼帝国在北非的省份盡失，即阿爾及利亞（1830年被法國佔領）、突尼西亞（1881年被法國佔領）及利比亞（1912年被意大利佔領）。
帝國未能向歐洲銀行償還國債，導致鄂圖曼國債機構的成立。19世紀末，帝國沒有被西方勢力完全佔領是由於權力平衡的概念，奧地利及俄羅斯都希望藉奥斯曼帝国的衰落提高影響力及擴張領土，但英國竭力抑制他們，擔憂俄國會支配地中海東部。

### 解體

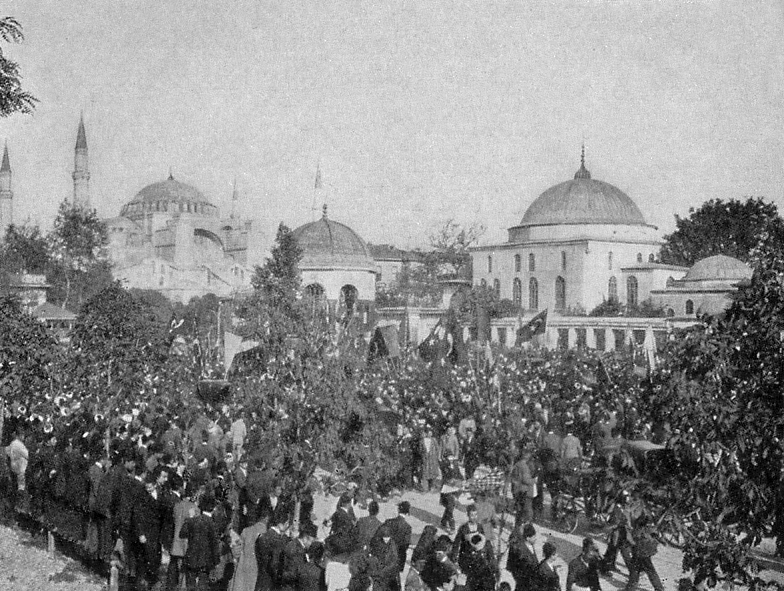
1908年伊斯坦堡的民眾示威

青年土耳其人革命及蘇丹宣佈復行1876年憲法、恢復議會後，奥斯曼帝國踏入二次立憲時期，對奥斯曼帝國的解體有重要的作用。在這時期，政務被聯合進步委員會掌控。奧匈帝國乘鄂圖曼帝國陷於國內鬥爭在1908年吞併波斯尼亞和黑塞哥維那。在1911年的意土戰爭，巴爾幹同盟向奥斯曼帝國宣戰。鄂圖曼帝國在巴爾幹戰爭裡失去了巴爾幹的領地，除了色雷斯及埃迪爾內。德國控制的巴格達鐵路成為國際局勢緊張的源頭，是第一次世界大戰的肇因之一。奥斯曼帝國在追擊戈本號及布累斯勞號（Pursuit of Goeben and Breslau）及介入中東戰線後正式參戰。在戰爭初期，奥斯曼帝國取得多次重要的勝利，如加里波利之戰和卡塔之圍。奥斯曼帝國也遭遇不少挫敗，如在高加索戰役敗予俄國。1916年的阿拉伯起義讓鄂圖曼帝國在中東戰線的良好形勢逆轉。

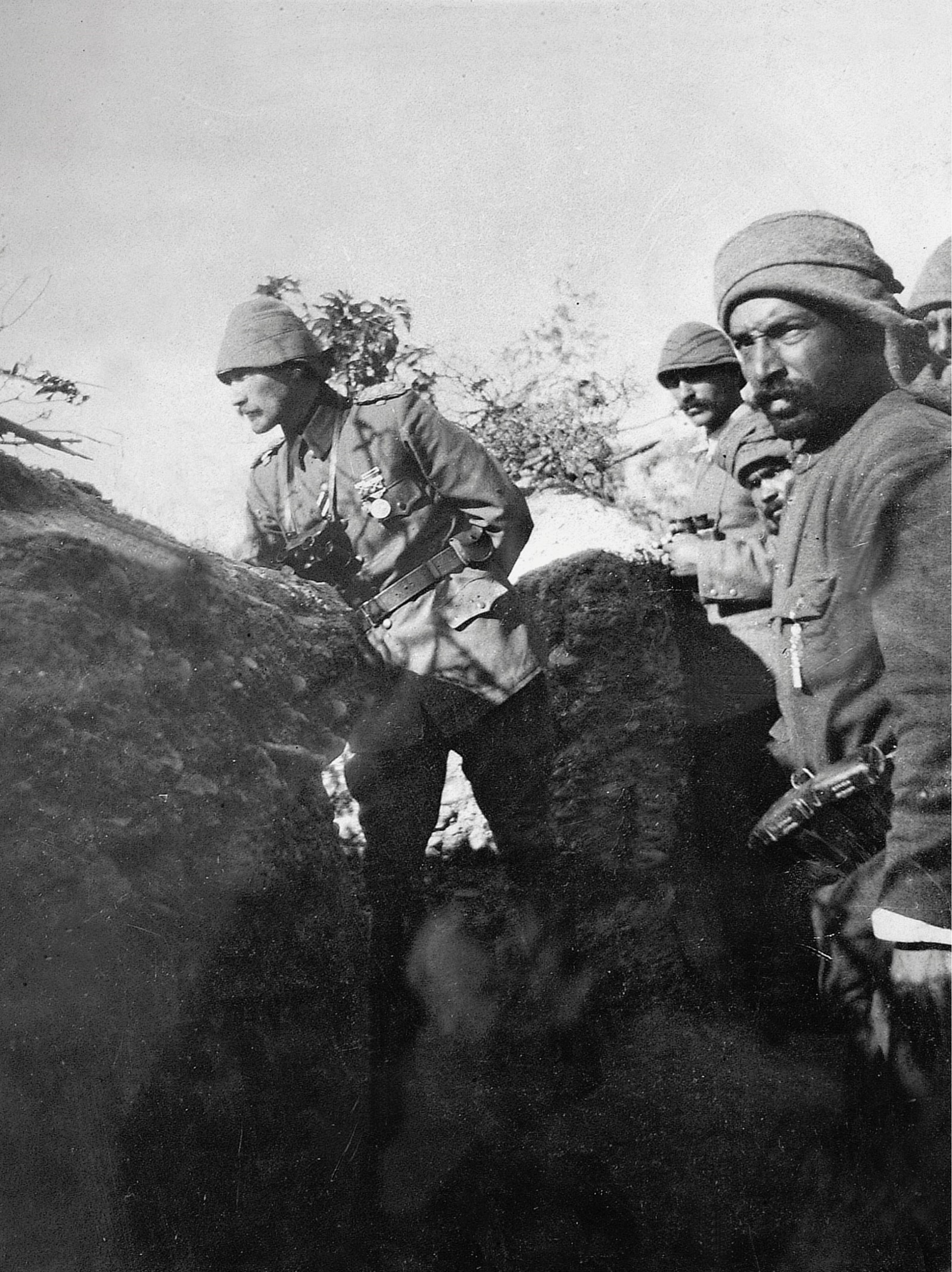
穆斯塔法·凱末爾·阿塔图爾克在加里波利的壕溝裡

有“三帕夏”之称的內政部長穆罕默德·塔拉特帕夏、杰马尔帕夏及恩维尔帕夏憂慮帝國內亞美尼亞人可能成立第五縱隊，下令逮捕亞美尼亞領袖，要求實施特西爾法，開始大規模驅逐及屠殺亞美尼亞人，強行將數千人帶到敍利亞沙漠的營地，事件演變成種族滅絕，估計有150萬亞美尼亞人因飢餓、缺水、暴曬、盜賊掠奪而死亡，是為亞美尼亞種族大屠殺。亞美尼亞人遂以凡城抵抗戰及成立西亞美尼亞政府（Administration for Western Armenia）作為回應。鄂圖曼帝國政府則指責亞美尼亞人在安那托利亞西部勾結入侵的俄國軍隊，俄軍裡就有亚美尼亚志愿军。

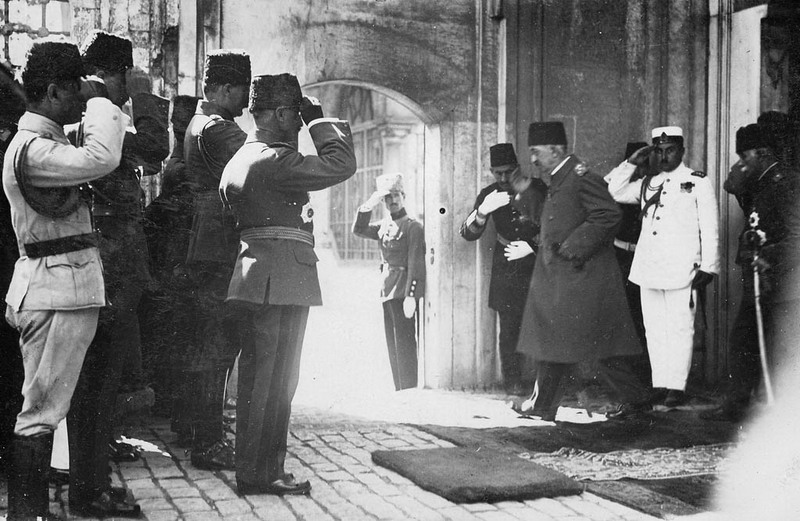
奧斯曼帝國最後一任蘇丹穆罕默德六世離開土耳其

至1918年，葉門和麥地那是奥斯曼帝國在阿拉伯半島僅存的領地，《穆德洛斯停戰協定》簽訂後，奥斯曼帝國被迫交出也門和麥地那，而在1917年俄國革命後奥斯曼帝國奪取的格魯吉亞、亞美尼亞及阿塞拜疆都須一併交出。《色佛爾條約》的條約確立了鄂圖曼帝國的分裂。現時，在鄂圖曼帝國土地上建立起來的新國家達40個（包括備受爭議的北賽普勒斯土耳其共和國）。戰後安那托利亞地區的農民僅及戰前的四成，第一次世界大戰奥斯曼帝國的傷亡重大。
佔領君士坦丁堡及佔領士麥拿激使土耳其國民運動的成立，國民運動在穆斯塔法·凱末爾·阿塔图爾克領導下在土耳其獨立戰爭獲勝。1922年11月1日，蘇丹制被廢除，最後一任蘇丹穆罕默德六世於11月17日乘坐英国军舰離開土耳其，宣告奥斯曼帝国灭亡。新成立的土耳其大國民議會在1923年7月24日簽訂的《洛桑條約》得到國際承認。1923年10月29日，大國民議會宣佈土耳其共和國成立。1924年3月3日，哈里發制被大国民议会廢除，末任哈里发阿卜杜勒-迈吉德二世被剥夺头衔并流亡海外，鄂圖曼皇室也被土耳其政府列為不受歡迎人物且被驅逐出境。50年後的1974年，大國民議會才准許奥斯曼皇室的後裔獲取土耳其公民身份。

### 灭亡原因

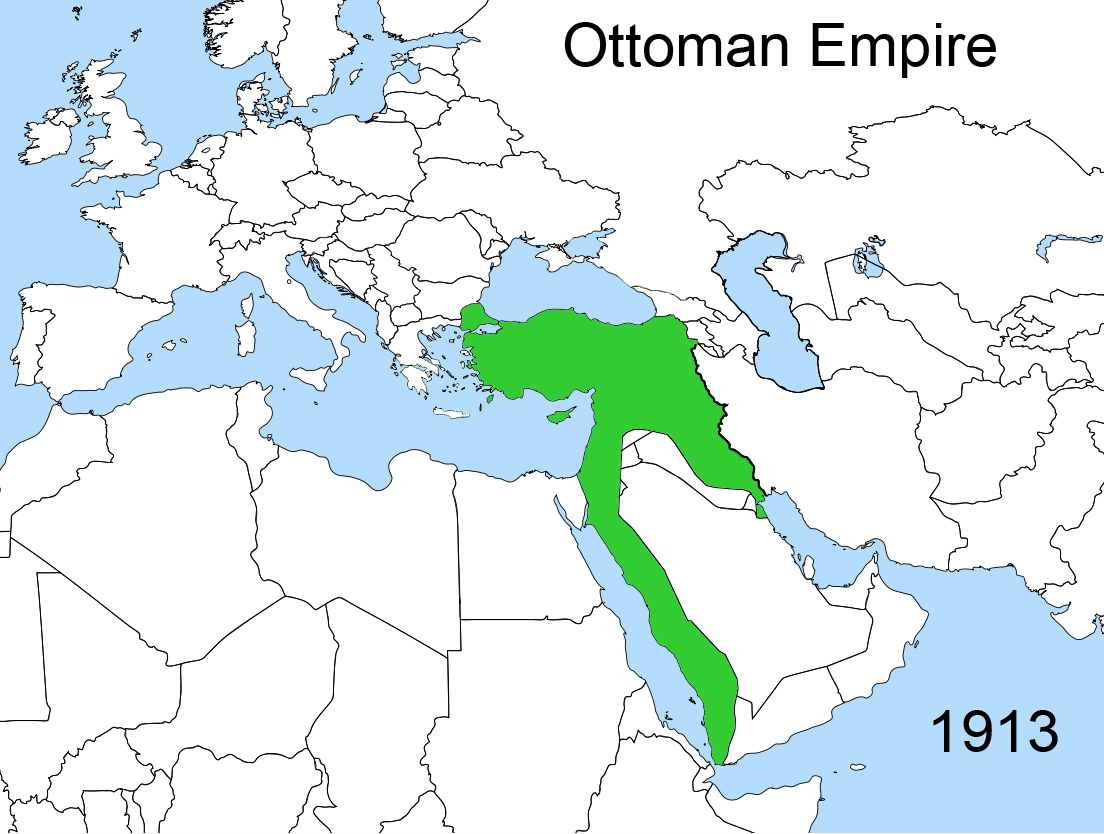
1913年的奥斯曼帝国

鄂圖曼帝國灭亡的主因是其經濟結構的崩壞，以及因幅員廣大而未能統合各地的經濟。另外，帝國的通訊技術不足以聯繫所有領土。奥斯曼帝國灭亡的環境與羅馬帝國衰落時相似，特別是國內種族間的緊張關係及政府未能調和種族問題。坦志麥特時期進行有關提高文化權利、公民自由及議會制度的改革開展得太遲，未能阻止19世紀初民族主義崛起及國家分裂的潮流。

## 政治
鄂圖曼帝国是一个政教合一之国家。国教为伊斯兰教，最高统治者为蘇丹，被认为是帝國最高統治者。中央机构有大维齐尔（宰相），辅佐苏丹管理行政和军事。下设兩名维齐尔，分管司法和财政，另外还有枢密大臣一人。如要罷相，就會召見國相，當場打碎相印。鼎盛时期，全国共分為31个省，250個县，而土地為苏丹所有，以服兵役为条件分封贵族。

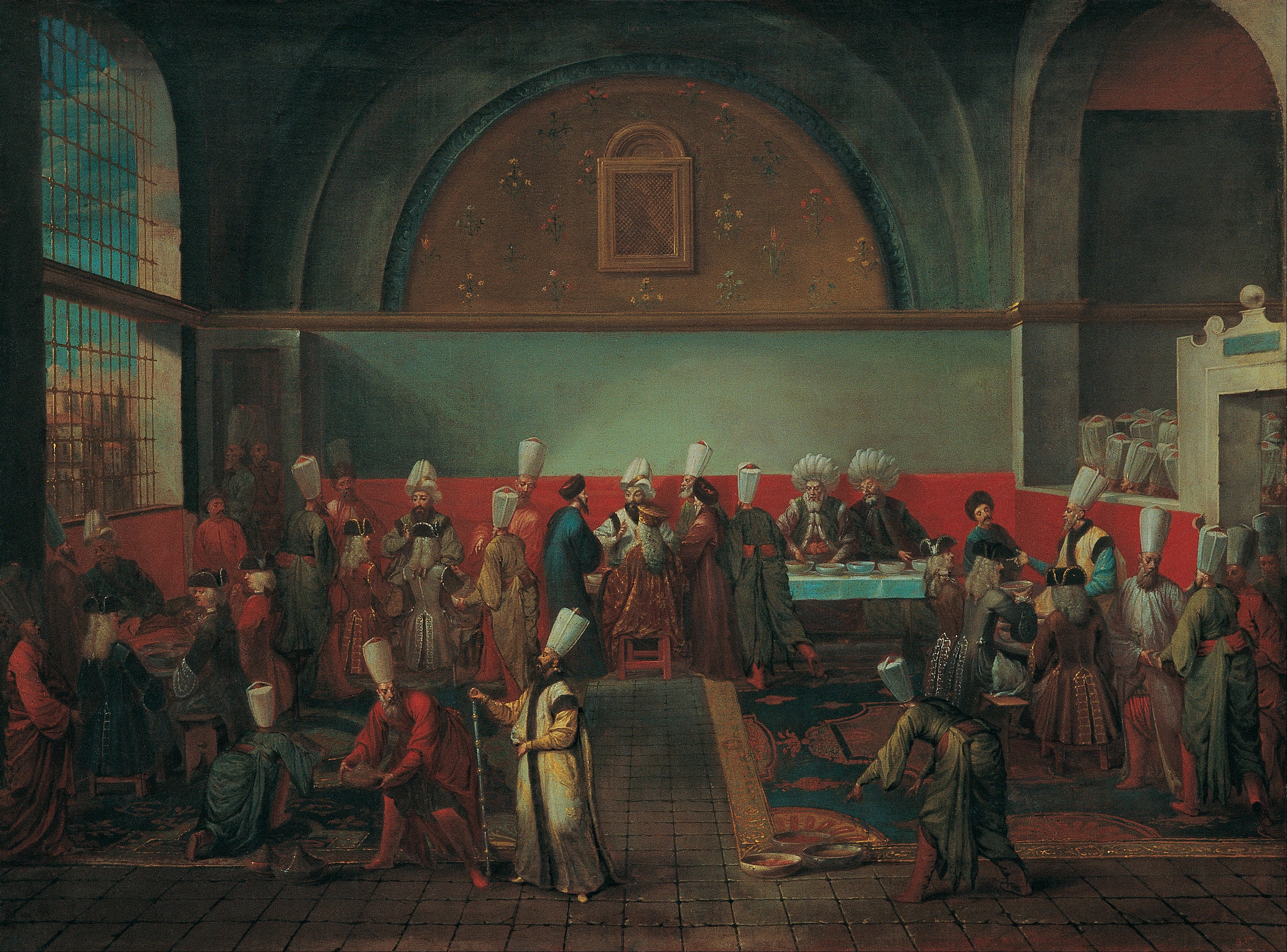
托普卡帕宫的外国使节

鄂圖曼帝國國家機關是一個相當簡單的制度，可分為軍政及民政。蘇丹是國家機關裡地位最崇高的。民政系統是以具宗教色彩的地區行政為基礎。奥斯曼土耳其人運行的系統可管理宗教學者如大法官、伊瑪目。一些土耳其的傳統仍對奥斯曼帝國的行政具有重要作用。奥斯曼帝國統治者認為，帝國的首要責任是保衛和擴大穆斯林的領土，以確保遜尼派伊斯蘭教法及國家主權支配範圍內的安全和平。
鄂圖曼王朝，在國家機關來說即「鄂圖曼皇室」，其規模之大及持久在伊斯蘭世界裡前所未有。鄂圖曼皇室在種族上有土耳其血統，但由於宗室與不同種族的人通婚，使奥斯曼皇室並非由純土耳其人主導。
縱觀奧斯曼帝國的歷史，即使蘇丹擁有原則上的權力及蘇丹授權給大維齊爾的實際權力，在許多情況下，地區政府可獨立運作，甚至對抗統治者。奧斯曼帝國蘇丹曾經被11次罷免，因被政敵視為對國家構成危害，嘗試推翻鄂圖曼王朝的叛變有二次，均以失敗告終，反映政制在沒有不安定因素下有能力處理革命叛變。
伊斯蘭教中地位最高的身份—— 哈里發（先知穆罕默德的繼承者）亦被奥斯曼帝國蘇丹所採用，是為鄂圖曼帝國哈里發，亦是穆圣逝世后，首位非阿拉伯人，更非古莱氏族出身却擔任此位的人，從此在穆斯林世界中更有號召力。奥斯曼帝國蘇丹是帝國的唯一統治者，可視為政府的化身，儘管蘇丹不會完全行使其權力。帝國後宮是奥斯曼帝國宮廷內相當重要的權力機關，由蘇丹皇太后，即太后主管。她在後宮有絕對的權力，地位崇高。有時，蘇丹皇太后會干政，運用其影響力削弱蘇丹的權力。在16世紀初至17世紀，蘇丹皇太后掌握國家大權，稱為蘇丹女權時期。後繼的蘇丹由前任蘇丹的兒子當中選出。帝國學校強大的教育系統能夠排除不能勝任的蘇丹後裔，並為繼任者培育政治人才。帝國學校以雙軌的方式運行。伊斯蘭學校以穆斯林傳統來培訓知識分子及國家官員，使貧苦家庭的子女也有機會提升社會地位及收入。另外還有基督徒的寄宿學校，即恩德崙，每年在8至20歲的基督徒男生當中招募三千人入讀，這一過程稱為德夫希尔梅，不包括孤兒、獨子、已婚、猶太人、俄國人及牧師的孩子。

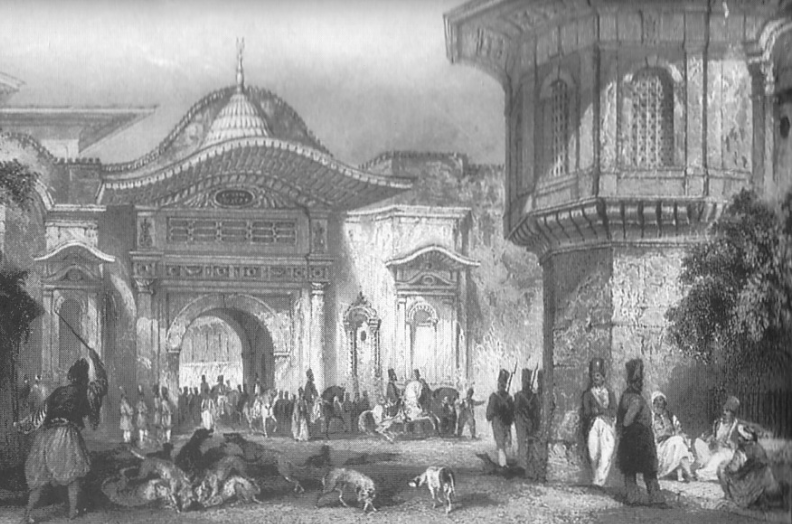
最高樸特

雖然蘇丹是至高無上的君王，蘇丹的政治及行政權力都會被分割。國家政務由顧問及大臣組成的會議底萬主理（17世紀後更名為樸特）。當奧斯曼帝國仍是貝立克的時代，底萬由部族領袖組成，後來讓軍官及地區骨幹（如宗教及政治顧問）參與。始自1320年，蘇丹任命的大維齊爾代表蘇丹行使權力。大維齊爾在很大程度上獨立行事，掌有幾乎沒有限制的任命、開除及監督權力。16世紀末，蘇丹不再參與政務，大維齊爾實際上成為國家元首。在奧斯曼帝國的歷史裡，地區首長在許多時候都能獨立行事，甚至違逆統治者的意願。1908年爆發青年土耳其人革命以後，奧斯曼帝國成為君主立憲制的國家，蘇丹沒有實權，建立議會，議會代表由各省選出，這些代表組成了奧斯曼帝國政府。
高速擴張的帝國以忠誠、精明的人才治理國家，不論是阿爾巴尼亞人、法納爾人、亞美尼亞人、塞爾維亞人、波斯尼亞人、匈牙利人或其他種族。帝國不分宗教背景任用希臘人、穆斯林及猶太人改革行政系統。
圖格拉是一種字母組合，是鄂圖曼帝國的官方記號，合共有35種。這些記號雕刻在蘇丹的印章上，帶有蘇丹及蘇丹父王的名字，多數包含「常勝」的意思。這種記號最早由奧爾汗一世所有。風格化的圖格拉衍生出奥斯曼土耳其書法的一個分支。

### 法律

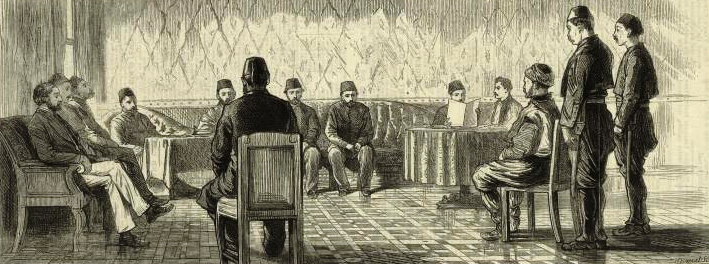
1879年奧斯曼帝國的法庭聆訊

和多數世襲制穆斯林國家一樣，鄂圖曼帝國的司法系統只願採納大部分和其政權合法性沒有衝突的伊斯蘭教法，組織起一個地區法學系統。帝國的司法行政是平衡中央及地方權力的重要一環。帝國的權力運行與土地權利管理悉悉相關，地區當局需要空間以建立一個地區米利特。鄂圖曼帝國錯綜複雜的管轄權，是為了融合不同族群的文化和宗教，帝國合共有三個法院系統，穆斯林及異教徒各佔一個，異教徒包括猶太人及基督徒管轄的宗教社區，另一個是貿易法庭。整個系統由卡龍法規規管，此外，卡龍法規是不屬於任何教派的法律，以補足沙里亞法規的“不足”之處。
這些法院的分類範疇，並非全然是專門的，例如在帝國主要的法庭穆斯林法庭，可處理不同宗教背景訴訟各方的貿易糾紛。即使可透過地區統治者發揮影響力，鄂圖曼帝國傾向於不干預非穆斯林宗教的法律制度。伊斯蘭教的沙里亞法規集結《可蘭經》、聖訓（先知穆罕默德的言論）、穆斯林公議而成，由一個稱為格亞斯（Qiyas）的系統運作。主要位於君士坦丁堡及布爾薩的法律學院會教授這些系統。
坦志麥特改革對法律系統產生徹底影響。1877年，民法收錄在麥吉拉法典上。後來，麥吉拉法典包括商法、刑法及民事訴訟法。

### 軍事

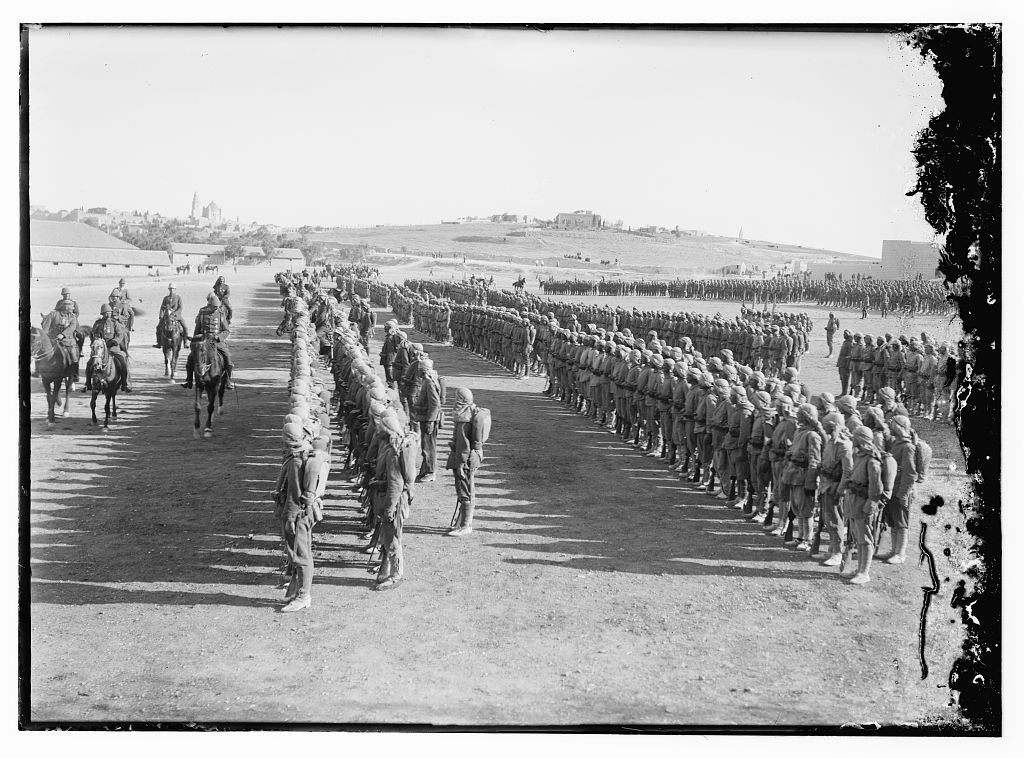
鄂圖曼帝國現代化的軍隊

鄂圖曼帝國的首個軍事組織是13世紀末由奧斯曼一世在安那托利亞西部的部族裡組織的。隨著帝國的壯大，軍事系統越來越繁複，它有一套複雜的募兵及封地制度。鄂圖曼帝國軍隊的主力部隊有土耳其新軍、西帕希、阿肯哲及軍樂隊，在當時是世界上最先進的實戰軍隊，也是第一個使用火槍和加農炮的軍隊。在圍攻君士坦丁堡時，鄂圖曼人開始使用隼炮——一種輕型的加農炮。高速、高機動性的騎兵使用弓箭、短劍騎在土庫曼馬及阿拉伯馬上作戰，不攜重甲，强大、纪律严明的重骑兵人马皆披重铠，在最关键是向敌军发动强力进攻。其作戰模式與蒙古帝國相似，如佯裝撤退，以新月型的陣式包圍敵人，發動突擊。17世紀中及大土耳其戰爭後，鄂圖曼帝國軍的战绩下滑。18世紀，帝國軍在對威尼斯的戰事裡沒有取得太大的成就，在北方還被俄軍迫得節節敗退，喪失領土。19世紀鄂圖曼帝國的現代化始於軍事。1826年，蘇丹馬哈茂德二世廢除土耳其新軍，建立現代化的軍隊，命名為新秩序（Nizam-ı Cedid）。鄂圖曼帝國軍是第一個聘用外國專家及派遣軍官到西歐學習的組織。那些相對年輕、受新式訓練的人返回土耳其後遂開展青年土耳其党人運動。

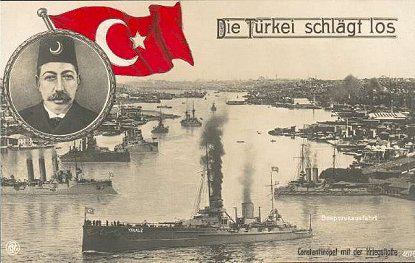
奧斯曼帝國海軍

鄂圖曼帝國海軍對於帝國在歐洲的擴張貢獻良多，海軍在1517年征服北非，包括阿爾及利亞、埃及。在阿爾及利亞及希臘失陷後，帝國的海事力量及對海外地區的控制力減弱。蘇丹阿布杜勒阿齊茲嘗試重建一支強大的海軍，其規模是英國、法國以後最大的。位於英國巴羅的船廠在1886年建造了首艘帝國潛艇。不過，鄂圖曼帝國崩塌的經濟未能支撐其海軍。蘇丹阿卜杜勒-哈米德二世不信任海軍，認為大規模、昂貴的海軍在俄土戰爭裡毫無用處，於是將大部分戰艦鎖定在金角灣，戰艦在及後的30年裡逐漸鏽壞。1908年青年土耳其人革命後，團結與進步委員會欲發展一支強大的海軍力量。海軍基金是為了收集公共損獻購買船隻而成立。帝國空軍在1909年6月成立，是世上首個飛行戰鬥組織。1912年7月3日，帝國成立空軍學院，著手培訓飛行員，並訓練空軍軍官。空軍學院的成立加快了空軍壮大的進程，使更多的人員充實其中。1913年5月，空軍學院進行世上首個專門偵察訓練計劃，並成立首個偵察部門。1914年6月，一個新的海軍航空學院成立。第一次世界大戰爆發時，現代化進程倉卒地停止，帝國空軍在前線參與戰爭，西至加利西亞，東及高加索，南抵葉門。

### 行政区划
1923年，奥斯曼帝国灭亡前有23个州（省改革而来），各省下设旗（桑贾克）。

1771年帝国在亚洲的部分
1834年帝国在欧洲的部分
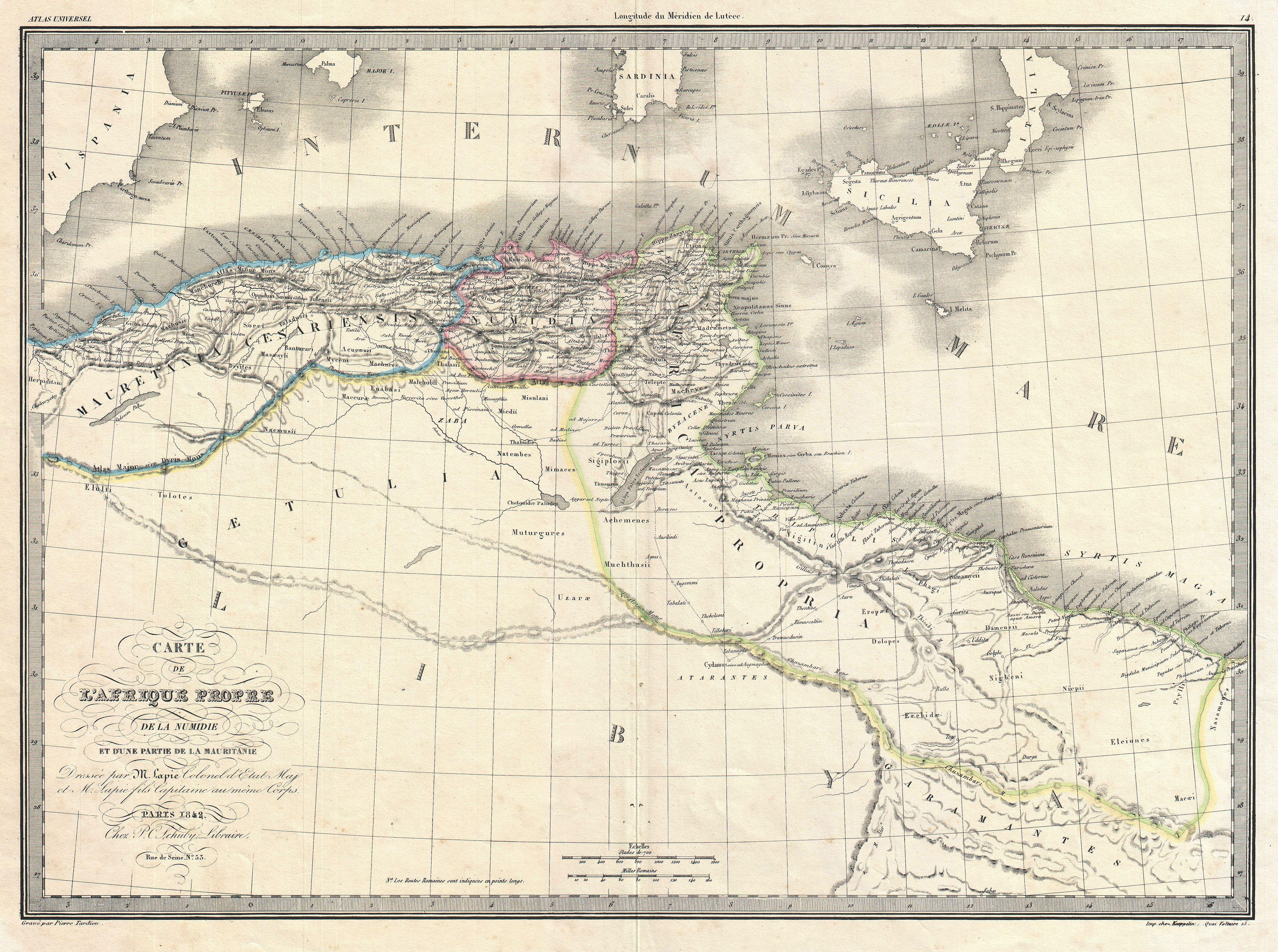
1829年在北非的领地

## 經濟

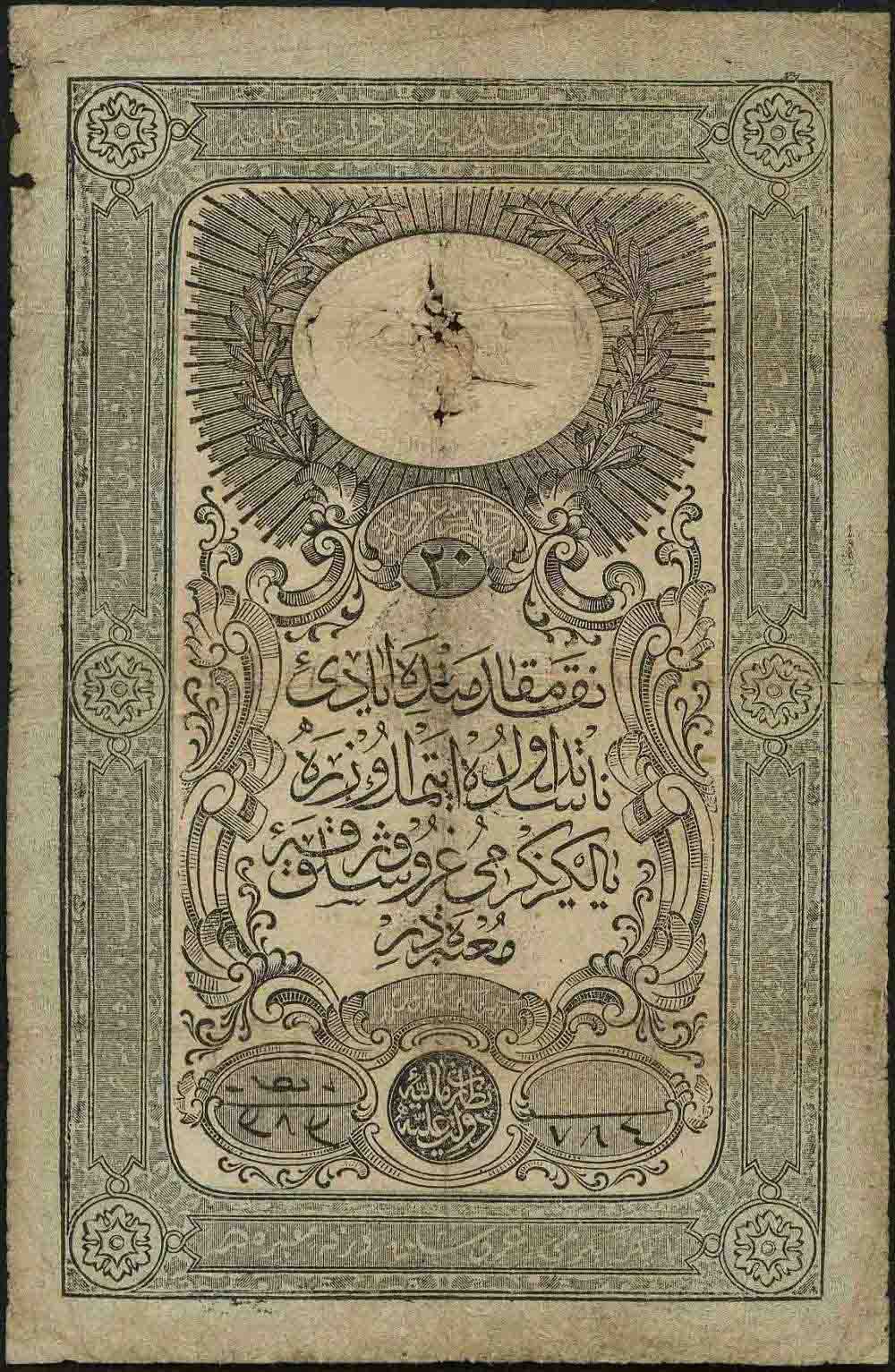
20库鲁纸币（1852年）

鄂圖曼帝國每定都一處，皆大幅改革當地經濟，使其成為新政經中心。諸如布爾薩、埃迪爾內、君士坦丁堡皆然，因商人及工人對於創造大都會尤其重要。穆罕默德二世與其繼承人巴耶塞特二世鼓勵歐洲各地，尤其是被西班牙天主教政权迫害的塞法迪猶太人移居君士坦丁堡或其他城市，如薩羅尼加等(因土耳其人對經商不感興趣)，而在許多歐洲地區，猶太人受到基督教徒的迫害。其經濟政策之最終目的仍使蘇丹之權力得以鞏固並擴大，故此特別著重於生產階級之利益上，使之生活富裕，從而使帝國生產力大增。另一方面，亦可減少紛亂，帝國清平。
直至17世紀，鄂圖曼帝國的國庫管理與法治組織皆領先同儕，伊斯蘭世界諸國無有及者，而經過高度訓練之金融專才亦不斷湧現。這些組織發展出來的文書官僚，部分是受過高等教育的傑出宗教領袖，使這些組織成為專業團體，許多鄂圖曼帝國政治家的成功都是基於這些專業團體發揮的效能。
帝國的經濟結構受到地理因素影響，帝國掌控東西貿易之咽喉，堵塞了歐洲向東的陸路交通，迫使西班牙及葡萄牙的航海家遁海路前往東方。帝國亦控制了馬可·波羅所用的香料之路。正當克里斯托弗·哥倫布在1492年抵達巴哈馬時，鄂圖曼帝國的國勢正處於高峰，其經濟影響力橫跨三大洲。現代研究鄂圖曼帝國的學者認為，鄂圖曼帝國與中歐關係的轉變是源於海路的開通，西歐打通了繞過中東和地中海的遠洋路線，使陸路的重要性大減，從而導致帝國的衰落。《盎格魯-鄂圖曼條約》，又稱《巴爾塔李曼條約》，將鄂圖曼帝國的市場開放給英國及法國，減緩了其衰落。縱然如此，其仍鼓勵城鎮自行發展，通由擴張領域至未開發地，吸引更多民眾聚居，增強生產力，從而發展成金融中心以保持競爭力，頗有現代資本主義之影子。

## 社會
| 年   | 人口       |
| ---- | ---------- |
| 1520 | 11,692,480 |
| 1566 | 15,000,000 |
| 1683 | 30,000,000 |
| 1831 | 27,230,660 |
| 1856 | 35,350,000 |
| 1881 | 17,388,604 |
| 1906 | 20,884,000 |
| 1914 | 18,520,000 |
| 1919 | 14,629,000 |

### 社會結構
以米利特統合多樣性人口。米利特是宗教組織，可在奥斯曼帝國的統治下建立各自的社區，在蘇丹的保護下能保留宗教法律、傳統及語言。米利特制度是帝國長治久安的關鍵。早在穆罕默德二世統治時，法納爾人已享有多方面的權利，帝國歡迎猶太人來定居，故帝國對民族差異有相對較高的寬容，有能力消除種族隔離，然而，米利特制度並沒有同化能力，使得在民族主義崛起後成為了一個弱點。鄂圖曼帝國的解體表示鄂圖曼化及一次和二次立憲時期政策的失敗。

### 生活模式
結合了東西的生活模式。奥斯曼帝國生活模式其中一個獨一無二的特色就是非常無條理的，米利特制度產生了這種無條理的生活模式，使許多人在文化馬賽克裡生活。奥斯曼帝國的首都君士坦丁堡有其獨特的文化，因君士坦丁堡曾經是羅馬帝國及拜占庭帝國的都會。奥斯曼帝國宮廷的生活模式在許多方面都傳承了波斯的古老傳統，並具有希臘及歐洲色彩。帝國宮廷四周形成的文化被稱為奥斯曼特色，可以托卡比皇宮作為概括。在當時，有許多大都市都受到奥斯曼帝國文化的影響，大抵是現今的塞拉耶佛、斯科普里、塞薩洛尼基、大馬士革、巴格達、貝魯特、耶路撒冷、麥加及阿爾及爾。後宮則作為藝術作品的主體。
奴隸是鄂圖曼社會的一部分。即使到1908年，帝國內仍有販賣女奴的活動。在19世紀，奥斯曼帝國在受到西歐各國的壓力下禁止這種活動，多位19世紀就任的蘇丹亦致力取締奴隸貿易，不過未能完全廢除。

### 宗教
伊斯蘭教不是從興起之時便立即流行於土耳其人或突厥民族，阿拔斯王朝在751年對中國唐朝的怛羅斯戰役中取得勝利，但沒有強迫突厥人放棄其所信奉的薩滿教和佛教，從而確保阿拔斯王朝在中亞的影響力。只是在戰後，許多突厥部落，包括塞爾柱王朝及鄂圖曼王朝的祖先烏古斯人在往後幾個世紀才漸漸轉改奉伊斯蘭。在十一世紀，他們將這種宗教帶入安那托利亞。
鄂圖曼帝國容許基督徒及猶太人（古蘭經所說的「有經人」）保持原有信仰，而不接納多神教，與沙里亞法規一致。鄂圖曼帝國會向非穆斯林徵收吉茲亞稅。
在米利特制度下，非穆斯林人和穆斯林一樣都是帝國的臣民，但不受伊斯蘭信仰及法律約束或管制，例如東正教米利特受民法大全約束，民法大全早在拜占庭帝國時實施了九百年。作為帝國最大的非穆斯林族群，東正教米利特在政治及商業上能享有特權，但須繳納較穆斯林為高的稅項，而非穆斯林須隨身攜帶已支付吉茲亞稅的收據，否則將被監禁。,。
1453年，穆罕默德二世征服君士坦丁堡後允許當地的基督徒留居，並運行他們原有的體制，如君士坦丁堡普世牧首。1461年，穆罕默德二世設君士坦丁堡亞美尼亞牧首。在此前，拜占庭帝國視亞美尼亞教會為異端，禁止他們在君士坦丁堡城牆內興建教堂。1492年，摩尔人及塞法迪猶太人被西班牙宗教裁判所驅逐出西班牙，奧斯曼帝國蘇丹巴耶济德二世派遣以凱末爾·雷斯為首的艦隊護送他們，並讓他們在鄂圖曼帝國定居。
鄂圖曼帝國與君士坦丁堡東正教教會的關係大致和平，縱使偶爾也會有一些針對希臘教會的壓迫性政策。教會的組織制度依舊不變，在緊密的監督下可獨自行事，除了1821年至1831年爆發的希臘獨立戰爭及19世紀初鄂圖曼帝國君主立憲的崛起。其他的東正教教會，如保加利亞東正教教會，被解散並將其置於希臘教會的管轄，直到1870年阿布杜勒阿齊茲設立保加利亞主教，並恢復保加利亞教會的自治權。
鄂圖曼帝國的猶太人社區亦有設立米利特，歸哈克哈姆·巴斯（Haham Başı，猶太人教會領袖）或首席拉比所管；亞美尼亞教會社區則歸一名總主教所管，其他社區亦然。

## 文化

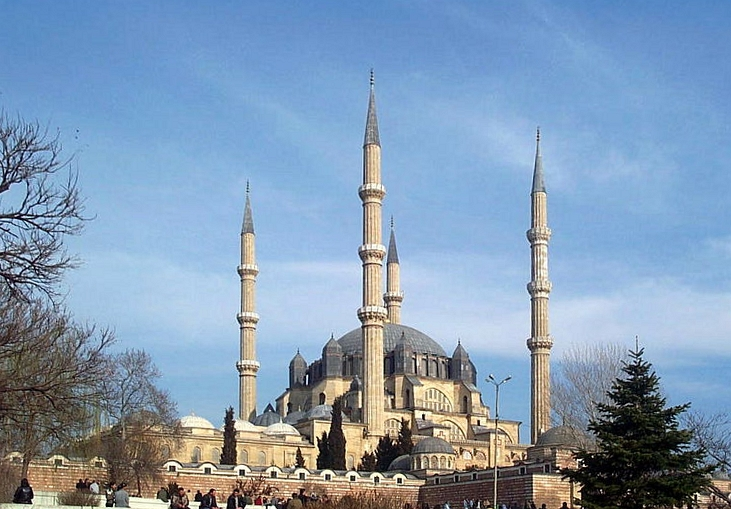
塞利米耶清真寺是科查·米馬爾·希南的代表作，米馬爾·希南是塞利姆一世、蘇萊曼一世、塞利姆二世及穆拉德三世的首席建築師

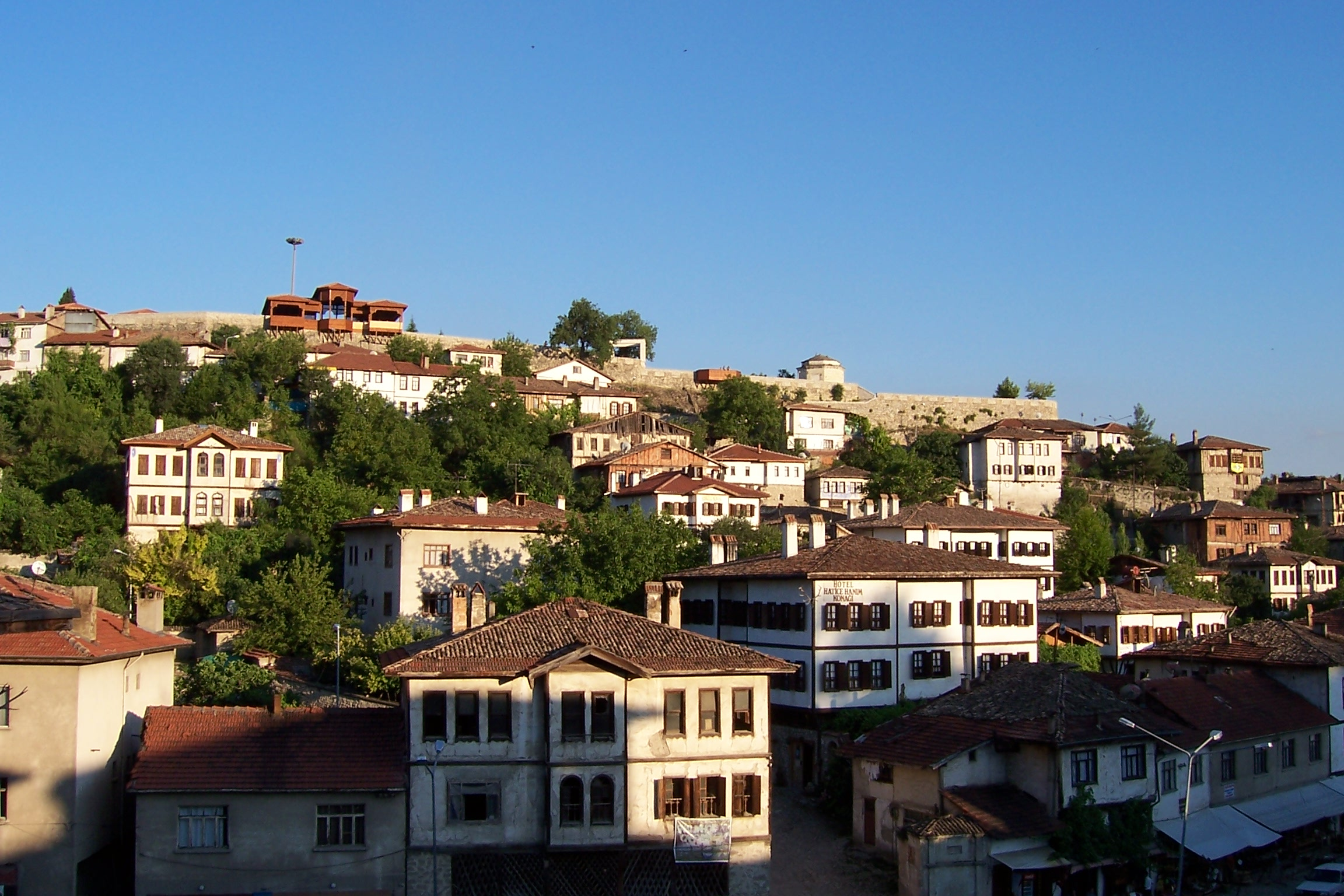
番紅花城的建築是保存良好的鄂圖曼住宅建築，因而在1994年被列為世界遺產

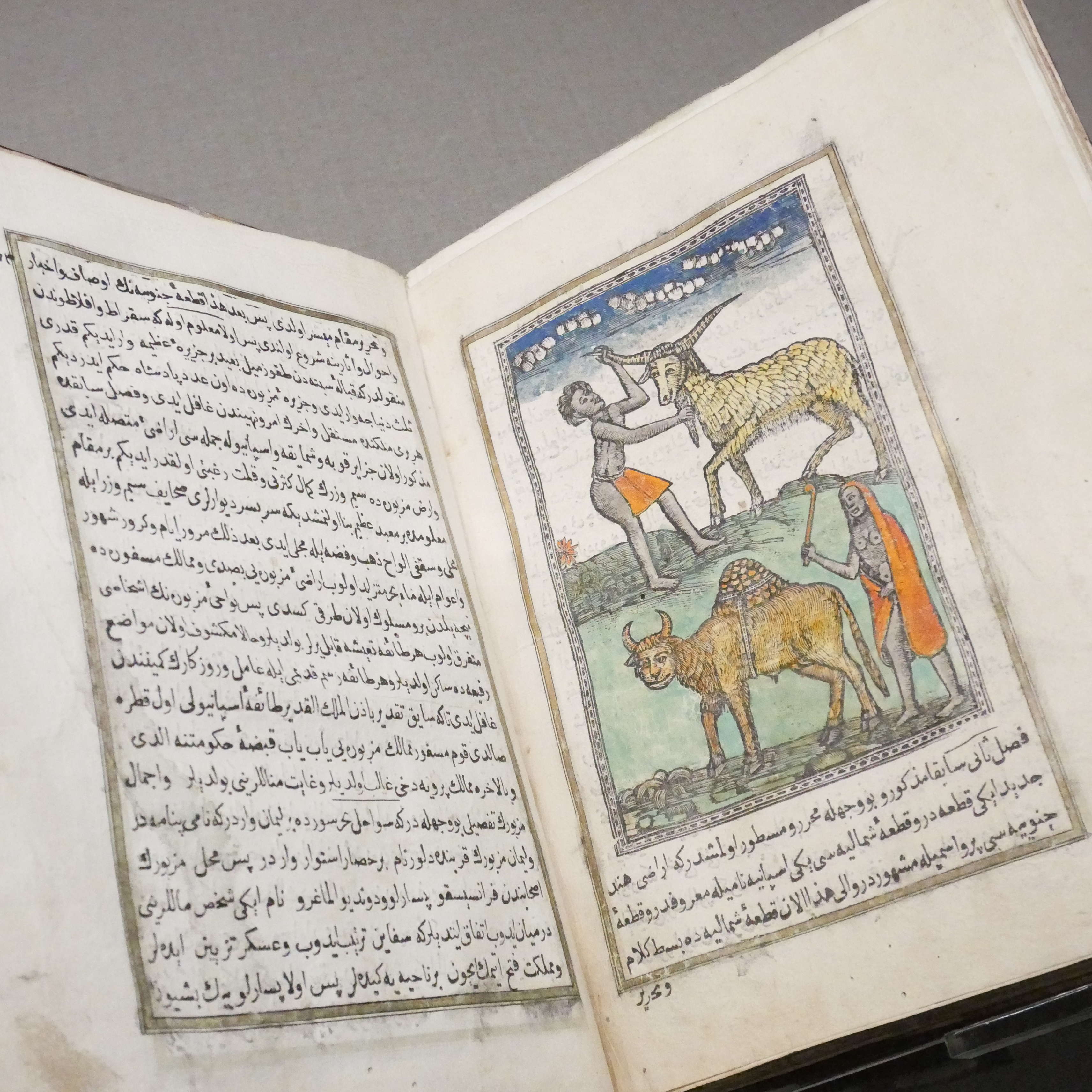
伊斯坦堡的《美洲與西印度的歷史》（梵蒂岡宗座圖書館藏，1730年）

鄂圖曼帝國採納地中海、黑海周邊地區的傳統、藝術及文化體系，並加入了新的元素。在鄂圖曼帝國之下，各種不同的文化得以傳承，故難以斷定一種具體的鄂圖曼文化，特別是在宗教中心及首都。宏觀來看，一種特殊的混合文化在奥斯曼的精英當中達致頂峰，這些奥斯曼精英包含無數的種族及宗教團體。奥斯曼帝國的多元文化及多元宗教政策反映在米利特制度裡。隨著帝國向西擴張，帝國吸收了一些征服地區的文化。不同文化種族之間的通婚亦有助於創造奥斯曼的種族文化特色。與土耳其民族文化比較，這些新文化對創造奥斯曼文化的影響是顯而易見的。
鄂圖曼建築受到波斯、拜占庭及伊斯蘭阿拉伯式建築影響。鄂圖曼建築是前伊斯蘭時代薩珊建築的延續，例如方形建築上的圓穹是薩珊建築裡常見的類型，這成為了鄂圖曼建築的核心。在帝國崛起時，奥斯曼建築仍處於探索階段，帝國擴張時則是奥斯曼建築的古典時期。
在鬱金香時期，奥斯曼建築受到西歐高度裝潢的風格影響，如巴洛克、洛可可、及帝政風格。鄂圖曼建築的概念主要圍繞在清真寺，清真寺是社交及城市規劃裡不可或缺的部分。除了清真寺外，其他奥斯曼建築的例子有公共廚房、神學院、醫院、土耳其浴場及墓碑。
鄂圖曼古典建築的例子，除了伊斯坦堡及埃迪爾內，還可見於埃及、厄立特里亞、突尼西亞、阿爾及利亞、巴爾幹半島及匈牙利當地的清真寺、橋樑、水泉及學校。鄂圖曼裝飾藝術的發展受大眾影響，因為帝國種族繁多。宮廷技工對帝國產生了多元藝術性的影響，如以傳統拜占庭藝術混合中國藝術。
鄂圖曼土耳其語是土耳其語的變種，深受波斯語及阿拉伯語的影響。土耳其語、波斯語及阿拉伯語對奥斯曼人來說都是有影響力的語言，例如重視阿拉伯語的原因之一就是因為它是古蘭經的書寫語言。奥斯曼帝國官僚，特別是奥斯曼宮廷在後期以一種土耳其語溝通，同時採用阿拉伯語及波斯語的文法及字彙。即使基本的文法是土耳其語，使用阿拉伯語或波斯語字詞的鄂圖曼土耳其語對於並非精通阿拉伯語及波斯語來說都是不能理解的。奥斯曼土耳其語這兩種變體的極度差異令民眾的識字率偏低（19世紀初的識字率是2-3%，19世紀末是大約15%），普遍民眾須聘用寫手與政府溝通。各個種族在家庭和鄰居內說本族的語言（如猶太語、希臘語、亞美尼亞語等），在一些兩個或兩個以上族群聚居的村落，居民不時也會說對方的語言。在一些國際都市，人們通常會說家族語言，接受過教育的官員主要多說奥斯曼土耳其語或波斯語，但都能說阿拉伯語。在帝國淪亡前的兩個世紀，法語及英語開始成為流行語言，特別是在黎凡特地區的基督教社區，精英以學習法語、使用歐洲制品以示上流地位。鄂圖曼帝國統治時，土耳其語的使用穩步上升，但仍保留阿拉伯語及波斯語。後來，波斯語只作為文學語言，阿拉伯語則純粹用在宗教儀式上，當時出現了許多波斯語詩人。
鄂圖曼古典音樂是奥斯曼精英教育的重要部分，一些鄂圖曼帝國蘇丹是嫻熟的音樂家及作曲家，如塞利姆三世，他的作品直至現今都經常被演繹。奥斯曼古典音樂主要由拜占庭音樂、阿拉伯音樂及波斯音樂發展而來。在結構上，奥斯曼古典音樂透過一種稱為烏蘇爾的節奏體制及旋律體制木卡姆組織起來，烏蘇爾類似西方的韻律，木卡姆則酷似西方的調式。樂器方面以安那托利亞、中亞（巴古馬三弦琴、撒茲、肯門傑提琴）及中東樂器（烏德琴、彈不拉、卡龍琴、奈伊笛）為主，後來出現西方樂器（小提琴、鋼琴）。由於首都與其他地區的地理及文化差異，奥斯曼帝國出現兩種明顯不同的音樂風格：奥斯曼古典音樂及民間音樂。在地區上出現了多種不同的民間音樂，當中孕育出著名的音樂風格的地區如巴爾幹-色雷斯民間音樂、東北民間音樂、愛琴海民間音樂、安那托利亞中部民間音樂及高加索民間音樂。一些具獨特風格的有新軍音樂、羅姆音樂、肚皮舞及土耳其民間音樂。
鄂圖曼菜是指首府君士坦丁堡的菜式，各種文化匯聚的帝国創造了一種讓所有人都享受的菜式。皇宮御膳房的廚師測試不同的食材，創造了各式各樣的菜式，這種菜式透過賴買丹月活動、帕夏岸邊別墅烹飪等方式流入民間，並流傳開去。現今，鄂圖曼菜可見於巴爾幹半島、安那托利亞及中東地區，這是「奥斯曼生活方式的遺產」。這種菜式基於地區變化並互相交流，但時又在首都居民的精煉下同化。
大量的傳統和文化被鄂圖曼吸納，並以新的形式展示出來，將它們融入鄂圖曼帝國不同地區的種族及宗教族群，產生了一種新穎及獨特的鄂圖曼文化特徵。

### 引用
1. Raw, Dr Laurence. . Cambridge Scholars Publishing. 2013-09-18: 42. ISBN 9781443852890 （英语）.
2. ↑  Raw, Dr Laurence. . Cambridge Scholars Publishing. 2013-09-18: 42. ISBN 9781443852890 （英语）.
3. ↑  Sosyal Medyada Şeriat Bayrağı Diye Paylaşılan Bayrağın Aslında Rumeli'den Gelmesi （页面存档备份，存于）（土耳其文）
4. ↑  Ottoman Capital Bursa （页面存档备份，存于）. Official website of Ministry of Culture and Tourism of the Republic of Turkey. Retrieved 26 June 2013.
5. ↑  "It served as the capital of the Ottoman Empire from 1413 until 1453 and flourished as an administrative, commercial, and cultural centre." "Edirne" （页面存档备份，存于） Encyclopædia Britannica. Retrieved 27 June 2013
6. ↑  Peter Turchin, Thomas D. Hall and Jonathan M. Adams, "East-West Orientation of Historical Empires （页面存档备份，存于）", Journal of World-Systems Research Vol. 12 (no. 2), pp. 219-229 (2006).
7. ↑  Dündar, Orhan; Dündar, Erhan, 1.Dünya Savaşı, Millî Eğitim Bakanlığı Yayınları, 1999, ISBN 978-975-11-1643-7
8. ↑  Defeat in detail: the Ottoman Army in the Balkans, 1912-1913, Edward J. Erickson, page 59
9. ↑  H. İnalcık "The rise of the Ottoman Empire" in P.M. Holt, A.K. S. Lambstone, and B. Lewis (eds), The Cambridge History of Islam, (Cambridge University). pages 295-200
10. ↑  Antony Black, "The state of the House of Osman (devlet-i al-i Osman)" in The History of Islamic Political Thought: From the Prophet to the Present page. 197
11. ↑  Adam Jasiencki, "A Savage Magnificence: Ottomanizing Fashion and the Politics of Display in Early Modern East-Central Europe," Muqarnas, Vol.31 (2014): 173-205.
12. ↑  .   [2024-01-26]. （原始内容存档于2024-01-26）.
13. ↑  Hamish Scott. . 2015: 612. ISBN 978-0-19-102000-1."The Ottoman Empire-also known in Europe as the Turkish Empire"
14. ↑  Soucek, Svat. . Istanbul: The Isis Press. 2015: 8. ISBN 978-975-428-554-3. The scholarly community specializing in Ottoman studies has of late virtually banned the use of "Turkey", "Turks", and "Turkish" from acceptable vocabulary, declaring "Ottoman" and its expanded use mandatory and permitting its "Turkish" rival only in linguistic and philological contexts.
15. ↑  Leslie P. Peirce. . Oxford University Press US. 1993年: 第15頁. ISBN 0-19-508677-5 （英语）.
16. ↑  . www.cihai.com.cn.   [2024-02-22]. （原始内容存档于2024-02-22）.
17. ↑  Naim Kapucu、Hamit Palabıyık. . USAK Books. 2008: 第65頁. ISBN 605-4030-01-9 （英语）.
18. ↑  Jane Taylor. . Tauris Parke Paperbacks. 2007年: 第67頁. ISBN 1-84511-334-9 （英语）.
19. ↑  Patrick Balfour Kinross. . Morrow. 1977年. ISBN 0-688-03093-9 （英语）.
20. ↑  Colin Imber. . Palgrave Macmillan. 2004年: 第255頁. ISBN 0-333-61387-2 （英语）.
21. ↑  David Nicolle. . Osprey Publishing. 2001年: 第62頁. ISBN 1-84176-278-4 （英语）.
22. ↑  Colin Wells. . The Lyons Press. 2008年: 第104頁. ISBN 1-59921-122-X （英语）.
23. ↑  Irene Earls. . Renaissance Art: A Topical Dictionary. 1987年: 第270頁. ISBN 0-313-24658-0 （英语）.
24. ↑  Marie Tanner. . Yale University Press. 1993年: 第252頁. ISBN 0-300-05488-2 （英语）.
25. ↑  Tao Wang. . AuthorHouse. 2002年: 第168頁. ISBN 0-595-24137-9 （英语）.
26. ↑  Kevin Fewster、Hatice Hürmüz Başarin、Vecihi Başarin. . Allen & Unwin. 2003年. ISBN 1-74114-045-5 （英语）.
27. ↑  Susan Belasco、Linck Johnson. . Bedford/St. Martin's. 2007年: 第66頁. ISBN 0-312-48299-X （英语）.
28. ↑  Savory, R. M. . Bulletin of the School of Oriental and African Studies, University of London. 1960, 23 (1): 91–105  [2009-04-02]. （原始内容存档于2020-05-22）.
29. ↑  Hess, Andrew C. . International Journal of Middle East Studies. 1973年1月, 4 (1): 55–76.
30. ↑  Caroline Finkel. . Basic Books. 2006年: 第118頁. ISBN 0-465-02396-7 （英语）.
31. ↑  Osman's Dream: The Story of the Ottoman Empire, 1300-1923，第134頁
32. ↑  Robert Bideleux、Ian Jeffries. . Taylor & Francis. 2007年: 第89頁. ISBN 0-415-36627-5 （英语）.
33. ↑  Martin Sicker. . Greenwood Publishing Group. 2000年: 第203頁. ISBN 0-275-96892-8 （英语）.
34. ↑  Ármin Vámbéry、Louis Heilprin. . Putnam. 1898年: 第297頁 （英语）.
35. ↑  The Islamic World in Ascendancy: From the Arab Conquests to the Siege of Vienna，第207頁
36. ↑  Leon Carl Brown、Benjamin R. Gampel. . Columbia University Press. 1997年: 第120頁. ISBN 0-231-10305-0 （英语）.
37. ↑  The Ottoman Centuries: The Rise and Fall of the Turkish Empire，第206頁
38. ↑  Turkish Public Administration，第67頁
39. ↑  Ros Horton、Sally Simmons. . Quercus. 2007: 第32頁. ISBN 1-84724-026-7 （英语）.
40. ↑  Allan Freer. . W. P. Kennedy. 1862年: 第45頁 （英语）.
41. ↑  Michael Hochedlinger. . Longman. 2003年. ISBN 0-582-29084-8 （英语）.
42. ↑  Halil İnalcık. . Aristide D. Caratzas. 1989年: 第44頁. ISBN 0-89241-388-3 （英语）.
43. ↑  Hasan Celâl Güzel、Cem Oğuz、Osman Karatay、Murat Ocak. . Yeni Türkiye. 2002年 （英语）.
44. ↑  Maureen Perrie、D. C. B. Lieven、Ronald Grigor Suny. . Cambridge University Press. 2006年. ISBN 0-521-81227-5 （英语）.
45. ↑  Alan W. Fisher. . Hoover Press. 1978年: 第17頁. ISBN 0-8179-6662-5 （英语）.
46. 1 2  The Ottoman Centuries: The Rise and Fall of the Turkish Empire，第272頁
47. ↑  Norman Itzkowitz. . University of Chicago Press. 1980年: 第67頁. ISBN 0-226-38806-9 （英语）.
48. ↑  Clifford J. Rogers. . Westview Press. 1995年: 第321頁. ISBN 0-8133-2053-4 （英语）.
49. ↑  Suraiya Faroqhi、Halil İnalcık、Donald Quataert. . Cambridge University Press. 1999年: 第24頁. ISBN 0-521-57455-2 （英语）.
50. ↑  The Ottoman Centuries: The Rise and Fall of the Turkish Empire，第281頁
51. ↑  Leslie Peirce. . University of California Press. 2003年. ISBN 0-520-22892-8 （英语）.
52. ↑  Leslie P. Peirce. . Oxford University Press US. 1993年: 第93頁. ISBN 978-0-19-508677-5 （英语）.
53. ↑  Ottoman Empire and Islamic Tradition，第44-45頁
54. ↑  Caroline Finkel. . Basic Books. 2007-04-24: 第242頁. ISBN 978-0-465-02397-4.（英文）
55. ↑  Ottoman Empire and Islamic Tradition，第77-81頁
56. ↑  Ottoman Empire and Islamic Tradition，第80-81頁
57. ↑  Ottoman Empire and Islamic Tradition，第81-82頁
58. ↑  Ottoman Empire and Islamic Tradition，第84頁
59. ↑  Ottoman Empire and Islamic Tradition，第73頁
60. ↑  Ottoman Empire and Islamic Tradition，第83-84頁
61. 1 2  Turkish Public Administration，第69頁
62. ↑  James C. Kaufman、Robert J. Sternberg. . Cambridge University Press. 2006年: 第353頁. ISBN 0-521-83842-8 （英语）.
63. ↑  Philip J. Cohen、David Riesman. . Texas A&M University Press. 1996年: 第64頁. ISBN 0-89096-760-1 （英语）.
64. ↑  William L. Cleveland. . Westview Press. 1994年: 第61頁. ISBN 0-8133-0562-4 （英语）.
65. ↑  Alan Palmer. . Barnes & Noble. 1994: 第41頁. ISBN 1-56619-847-X （英语）.
66. ↑  Suraiya Faroqhi. . I.B.Tauris. 2005年: 第249頁. ISBN 1-85043-760-2 （英语）.
67. ↑  Virginia H. Aksan、Daniel Goffman. . Cambridge University Press. 2007年. ISBN 0-521-81764-1 （英语）.
68. ↑  M. Şükrü Hanioğlu. . 2008年: 第77頁. ISBN 0-691-13452-9 （英语）.
69. ↑  Atatürk Kültür、Dil、ve Tarih Yüksek Kurumu (Turkey)、Türk Tarih Kurumu. . Türk Tarih Kurumu. 1994年: 第388頁 （英语）.
70. ↑  Richard G. (EDT) Hovannisian "The Armenian People from Ancient to Modern Times" page 198
71. ↑  Feridun Mustafa Emecen, Ekmeleddin İhsanoğlu, Research Centre for Islamic History, Art, and Culture. . İslam Tarih, Sanat ve Kültür Araştırma Merkezi (IRCICA). 1998年: 第324頁. ISBN 92-9063-051-5 （土耳其语）.
72. ↑  Türk Dünyası Araştırmaları Vakfı. . 第145-146期. Türk Dünyası Araştırmaları Vakfı. 2003: 第6頁 （英语）.
73. ↑  Turkish Public Administration，第70頁
74. ↑  Abdulkader Tayob. . Juta and Company Limited. 1995年: 第24頁. ISBN 0-7992-1612-7 （英语）.
75. ↑  Harris M. Lentz. . McFarland. 1988年: 第8頁. ISBN 0-89950-312-8 （英语）.
76. ↑  M. Şükrü Hanioğlu. . Oxford University Press US. 1995年: 第234頁. ISBN 0-19-509115-9 （英语）.
77. ↑  Richard F. Hamilton、Holger H. Herwig. . Cambridge University Press. 2004年: 第157頁. ISBN 0-521-54530-7 （英语）.
78. ↑  Christopher Montague Woodhouse. . Hutchinson's University Library. 1952年 （英语）.
79. ↑  Nikshoy C. Chatterji. . Abhinav Publications. 1973年: 第90頁. ISBN 0-391-00304-6 （英语）.
80. ↑  William Thomas Johnsen, Army War College (U.S.). Strategic Studies Institute. . DIANE Publishing. 1993年. ISBN 1-4289-1430-7 （英语）.
81. ↑  Adam M. Garfinkle. . M.E. Sharpe. 1999年: 第36頁. ISBN 0-7656-0515-5 （英语）.
82. ↑  Andrew Linklater. . Taylor & Francis. 2000年: 第976頁. ISBN 0-415-20139-X （英语）.
83. ↑  Huri İslamoğlu-İnan. . Cambridge University Press. 2004年: 第289頁. ISBN 0-521-52607-8 （英语）.
84. ↑  Edward Raymond Turner. . Doubleday. 1921年: 第450頁 （英语）.
85. ↑  Janusz Bugajski. . Westview Press. 1995年: 第178頁. ISBN 0-8133-2351-7 （英语）.
86. ↑  Morris Jastrow. . 1918 （英语）.
87. ↑  Hans-Lukas Kieser. . I.B.Tauris. 2006年: 第38頁. ISBN 1-84511-141-9 （英语）.
88. ↑  Gérard J. Libaridian, Permanent Peoples' Tribunal, Gérard Chaliand. . Zed Books. 1985年: 第158頁. ISBN 0-86232-423-8 （英语）.
89. ↑  Erik Jan Zürcher. . 1996年: 第235–258頁 （英语）.
90. ↑  Habib Boularès. . Zed Books. 1990年: 第85頁. ISBN 0-86232-945-0 （英语）.
91. ↑  Leon Carl Brown. . Columbia University Press. 2000年: 第116頁. ISBN 0-231-12039-7 （英语）.
92. ↑  James B. Cuno. . Princeton University Press. 2008年: 第186頁. ISBN 0-691-13712-9 （英语）.
93. ↑  Norman Itzkowitz. . University of Chicago Press. 1980年: 第38頁. ISBN 0-226-38806-9 （英语）.
94. ↑  Sandra Mackey. . Norton. 2003年: 第89頁. ISBN 0-393-32428-1 （英语）.
95. ↑  Antony Black. . Routledge. 2001年: 第197頁. ISBN 0-415-93243-2 （英语）.
96. ↑  Donald Quataert. . Cambridge University Press. 2005年. ISBN 0-521-83910-6 （英语）.
97. ↑  Naim Kapucu、Hamit Palabıyık. . USAK Books. 2008: 第77頁. ISBN 605-4030-01-9 （英语）.
98. ↑  Pat Yale. . Lonely Planet. 2005年: 第143頁. ISBN 1-74059-683-8 （英语）.
99. ↑  Boaz Shoshan. . Praeger. 2000年: 第26頁. ISBN 0-275-96477-9 （英语）.
100. ↑  Bernard Lewis. . University of Oklahoma Press. 1972年: 第151頁. ISBN 0-8061-1060-0 （英语）.
101. 1 2 3 4  Antony Black, "The state of the House of Osman (devlet-i al-i Osman)" in The History of Islamic Political Thought: From the Prophet to the Present, p199
102. ↑  James Elkins. . Cornell University Press. 1999年: 第99頁. ISBN 0-8014-3559-5 （英语）.
103. 1 2 3  Lauren A. Benton. . Cambridge University Press. 2002年: 第109–110頁. ISBN 0-521-00926-X （英语）.
104. ↑  René David, André Tunc, International Association of Legal Science. . Martinus Nijhoff Publishers. 1983. ISBN 90-247-2787-1 （英语）.
105. ↑  Mordaunt Milner. . J.A. Allen. 1990年: 第3–6頁. ISBN 0-85131-476-7 （英语）.
106. ↑  John F. Wall. . Kessinger Publishing. 2008年: 第8頁. ISBN 1-4367-1637-3 （英语）.
107. ↑  Ahmet Mumcu. . Phoenix. 2007年: 第148頁. ISBN 9944-931-14-4 （土耳其语）.
108. ↑  . Paralumun.   [2009-04-12]. （原始内容存档于2018-04-28） （英语）.
109. ↑  Robert Gardiner、Randal Gray、Przemysław Budzbon. . Conway Maritime Press. 1985年: 第387頁. ISBN 0-85177-245-5 （英语）.
110. 1 2  Turkish Public Administration，第85頁
111. ↑  Halil inalcik, Studies in the economic history of the Middle East : from the rise of Islam to the present day / edited by M. A. Cook.
London University Press, Oxford U.P. 1970, p. 209 ISBN 978-0-19-713561-7
112. ↑  Halil inalcik, Studies in the economic history of the Middle East : from the rise of Islam to the present day / edited by M. A. Cook.
London University Press, Oxford U.P. 1970, p. 217 ISBN 978-0-19-713561-7
113. ↑  Halil İnalcık, Donald Quataert, (1971) An Economic and Social History of the Ottoman Empire, 1300–1914, p120
114. ↑  . Cambridge University Press. 1997年. ISBN 0-521-57455-2 （英语）.
115. ↑  Halil inalcik, Studies in the economic history of the Middle East : from the rise of Islam to the present day / edited by M. A. Cook. London University Press, Oxford U.P. 1970, p. 218 ISBN 978-0-19-713561-7
116. 1 2 3 4 5  M. Kabadayı, Inventory for the Ottoman Empire / Turkish Republic 1500-2000 （页面存档备份，存于）
117. ↑  L. Kinross, The Ottoman Centuries: The Rise and Fall of the Turkish Empire, 206
118. ↑  L. Kinross, The Ottoman Centuries: The Rise and Fall of the Turkish Empire, 281
119. ↑  Mary Neuburger. . Cornell University Press. 2004年: 第28頁. ISBN 0-8014-4132-3 （英语）.
120. ↑  Gerd Nonneman、Tim Niblock、Bogdan Szajkowski. . Ithaca Press. 1996年: 第13頁. ISBN 0-86372-192-3 （英语）.
121. ↑  Halil İnalcık. . coursesa.matrix.msu.edu.   [2009-04-09]. （原始内容存档于2009-09-11） （英语）.
122. ↑  . BBC.   [2009-04-09] （英语）.[永久]
123. ↑  Carter V. Findley. . Oxford University Press US. 2005年: 第68頁. ISBN 0-19-517726-6 （英语）.
124. ↑  Gregory Jusdanis. . U of Minnesota Press. 1991年: 第17頁. ISBN 0-8166-1980-8 （英语）.
125. ↑  Beth Baron. . University of California Press. 2005年: 第29頁. ISBN 0-520-23857-5 （英语）.
126. ↑  "The Divinely-Protected, Well-Flourishing Domain: The Establishment of the Ottoman System in the Balkan Peninsula （页面存档备份，存于）", Sean Krummerich, Loyola University New Orleans, The Student Historical Journal, volume 30 (1998–99)
127. ↑  C. G. Weeramantry. . Martinus Nijhoff Publishers. 1997年: 第138頁. ISBN 90-411-0241-8 （英语）.
128. ↑  Richard G. Hovannisian. . Palgrave Macmillan. 1997年: 第186頁. ISBN 0-312-10168-6 （英语）.
129. ↑  Ezel Kural Shaw. . Cambridge University Press. 1977年: 第152頁. ISBN 0-521-29163-1 （英语）.
130. ↑  Victor Roudometof. . Greenwood Publishing Group. 2001年: 第139頁. ISBN 0-313-31949-9 （英语）.
131. ↑  Alec Charles. . Intellect Books. 2009年: 第20頁. ISBN 1-84150-998-1 （英语）.
132. ↑  Gabriel Piterberg. . University of California Press. 2003年: 第98–103頁. ISBN 0-520-23836-2 （英语）.
133. ↑  Helen Gardner、Fred Kleiner、Christin J. Mamiya. . Thomson/Wadsworth. 2004年: 第263頁. ISBN 0-15-505090-7 （英语）.
134. ↑  Sheila Blair、Jonathan M. Bloom、Richard Ettinghausen. . Yale University Press. 1995年: 第135頁. ISBN 0-300-06465-9 （英语）.
135. 1 2  Lynn A. Levine. . John Wiley and Sons. 2006年: 第104頁. ISBN 0-471-78556-3 （英语）.
136. ↑  Frommer's Turkey，第408頁
137. ↑  Ulya Vogt-Göknil、Eduard Widmer. . Grosset & Dunlap. 1966年: 第50頁 （英语）.
138. ↑  . Israel Ministry of Foreign Affairs.   [2009-04-09]. （原始内容存档于2009-02-13） （英语）.
139. ↑  Donald Quataert. . Cambridge University Press. 2000年: 第167頁. ISBN 0-521-63328-1 （英语）.
140. ↑  Kees Versteegh、C. H. M. Versteegh. . Edinburgh University Press. 2001年: 第234頁. ISBN 0-7486-1436-2 （英语）.
141. ↑  Kate Fleet、Suraiya Faroqhi、Reşat Kasaba. . Cambridge University Press. 2006年: 第396頁. ISBN 0-521-62095-3 （英语）.
142. ↑  Islamic Culture Board. . Islamic Culture Board. 1998年: 第77頁 （英语）.
143. ↑  Anders Hammarlund、Tord Olsson, Elisabeth Özdalga、Svenska forskningsinstitutet i Istanbul. . Routledge. 2001年: 第119頁. ISBN 0-7007-1148-1 （英语）.
144. 1 2  Sami Zubaida、Richard Tapper. . I. B. Tauris & Company, Limited. 2001年: 第52頁. ISBN 1-86064-603-4 （英语）.

## 延伸阅读
[在维基数据编辑]
 《欽定古今圖書集成·方輿彙編·邊裔典·魯迷部》，出自陈梦雷《古今圖書集成》
 《明史卷三百三十二》，出自《明史》
 《新元史/卷255》，出自柯劭忞《新元史》

## 外部連結
- 奥斯曼文字档案项目–华盛顿大学（页面存档备份，存于）
- 奥斯曼帝国：资源–密歇根大学 （页面存档备份，存于）
- 奥斯曼帝国信息 （页面存档备份，存于）
- 土耳其的亚洲部分，1920年 （页面存档备份，存于）